# Liste von 3D-Filmen (2009–2019)
Die Liste von 3D-Filmen (2009–2019) umfasst 3D-Filme, die in der zweiten Hochphase der 3D-Technologie in 3D gedreht oder gezeigt wurden. Erneut ausgelöst wurde ein Hype um 3D-Filme durch die Ankündigung und spätere Veröffentlichung des Blockbusters Avatar – Aufbruch nach Pandora (2009).

## Übersicht
| Jahr | Titel                                                                     | Regie                                                                        | Produktionsland                                      | Länge   | 3D-Verfahren                                 | Anmerkungen/Ref. |
| ---- | ------------------------------------------------------------------------- | ---------------------------------------------------------------------------- | ---------------------------------------------------- | ------- | -------------------------------------------- | --- |
| 2009 | My Bloody Valentine 3D                                                    | Patrick Lussier                                                              | USA                                                  | 101 min | Redcode RAW                                  | |
| 2009 | Coraline                                                                  | Henry Selick                                                                 | USA                                                  | 101 min | Digital 3D                                   | |
| 2009 | Jonas Brothers: The 3D Concert Experience                                 | Bruce Hendricks                                                              | USA                                                  | 76 min  | Fusion Camera System                         | auch als IMAX 3D |
| 2009 | Under the Sea 3D                                                          | Howard Hall                                                                  | USA                                                  | 41 min  | IMAX 3D                                      | |
| 2009 | Monsters vs. Aliens                                                       | Conrad Vernon, Rob Letterman                                                 | USA                                                  | 94 min  | Digital 3D                                   | Auch als IMAX 3D, erster 3D-Film von DreamWorks SKG. |
| 2009 | Alien Trespass                                                            | R. W. Goodwin                                                                | USA, Kanada                                          | 82 min  | Konvertierung                                | |
| 2009 | Terra                                                                     | Aristomenis Tsirbas                                                          | USA                                                  | 85 min  | Konvertierung                                | |
| 2009 | Oben                                                                      | Pete Docter                                                                  | USA                                                  | 96 min  | Digital 3D                                   | Erster Pixar-Film und erster 3D-Film, der den Oscar als Bester animierter Spielfilm gewann und zusammen mit Avatar – Aufbruch nach Pandora erster 3D-Film, der für den Oscar als Bester Film nominiert war. |
| 2009 | Ruf der Wildnis                                                           | Richard Gabai                                                                | USA                                                  | 88 min  |                                              | |
| 2009 | Ice Age 3 – Die Dinosaurier sind los                                      | Carlos Saldanha, Michael Thurmeier                                           | USA                                                  | 94 min  | Digital 3D                                   | Erster 3D-Film von 20th Century Fox Animation. |
| 2009 | Harry Potter und der Halbblutprinz                                        | David Yates                                                                  | UK, USA                                              | 153 min | Konvertierung                                | Für IMAX-Kinos gab es eine Version mit einer 15-Minuten-3D-Konvertierung. |
| 2009 | G-Force – Agenten mit Biss                                                | Hoyt Yeatman                                                                 | USA                                                  | 90 min  | Konvertierung                                | |
| 2009 | OceanWorld 3D                                                             | Jean-Jacques Mantello                                                        | Frankreich, USA, UK                                  | 81 min  | Digital 3D                                   | |
| 2009 | Samurai sentai Shinkenjâ Ginmakuban tenkawakeme no tatakai                | Shôjirô Nakazawa                                                             | Japan                                                | 20 min  |                                              | |
| 2009 | X Games 3D: The Movie                                                     | Steve Lawrence                                                               | USA                                                  | 92 min  |                                              | |
| 2009 | Final Destination 4                                                       | David R. Ellis                                                               | USA                                                  | 82 min  | Fusion Camera System                         | |
| 2009 | Garfield: Tierische Helden                                                | Mark A. Z. Dippé, Lee Wong-jae                                               | USA                                                  | 73 min  | Digital 3D                                   | |
| 2009 | Wolkig mit Aussicht auf Fleischbällchen                                   | Christopher Miller, Phil Lord                                                | USA                                                  | 90 min  | Digital 3D                                   | auch als IMAX 3D |
| 2009 | Haunting of Winchester House                                              | Mark Atkins                                                                  | USA                                                  | 96 min  |                                              | Versuch von The Asylum, auf der 3D-Welle mitzuschwimmen |
| 2009 | Tortuga – Die unglaubliche Reise der Meeresschildkröte                    | Nick Stringer                                                                | UK                                                   | 81 min  | Digital 3D                                   | |
| 2009 | Toy Story                                                                 | John Lasseter                                                                | USA                                                  | 81 min  | Konvertierung                                | Originale 2D-Version 1995 |
| 2009 | Toy Story 2                                                               | John Lasseter                                                                | USA                                                  | 81 min  | Konvertierung                                | Originale 2D-Version 1999 |
| 2009 | Dark Country                                                              | Thomas Jane                                                                  | USA                                                  | 88 min  |                                              | |
| 2009 | Schock Labyrinth 3D                                                       | Takashi Shimizu                                                              | Japan                                                | 89 min  |                                              | |
| 2009 | Boogie, el aceitoso                                                       | Gustavo Cova                                                                 | Argentinien                                          | 82 min  |                                              | |
| 2009 | Michael Jackson’s This Is It                                              | Kenny Ortega                                                                 | USA                                                  | 111 min |                                              | Musikfilm, nur einige Szenen in 3D |
| 2009 | Disneys Eine Weihnachtsgeschichte                                         | Robert Zemeckis                                                              | USA                                                  | 96 min  | Digital 3D                                   | |
| 2009 | Larger Than Life in 3D                                                    | Lawrence Jordan                                                              | USA                                                  | 88 min  |                                              | Konzertfilm der Dave Matthews Band |
| 2009 | Avatar – Aufbruch nach Pandora                                            | James Cameron                                                                | USA                                                  | 162 min | Fusion Camera System                         | Zusammen mit Oben erster 3D-Film, der für den Oscar als Bester Film nominiert war. |
| 2010 | 2010: Moby Dick                                                           | Trey Stokes                                                                  | USA                                                  | 87 min  | Konvertierung                                | |
| 2010 | Yu-Gi-Oh! Bonds Beyond Time                                               | Kenichi Takeshita                                                            | Japan                                                | 50 min  | Blu-ray 3D                                   | |
| 2010 | True Legend                                                               | Woo-Ping Yuen                                                                | China                                                | 115 min | Konvertierung                                | |
| 2010 | The Ultimate Wave Tahiti                                                  | Stephen Low                                                                  | USA                                                  | 45 min  | IMAX 3D                                      | |
| 2010 | Alice im Wunderland                                                       | Tim Burton                                                                   | USA                                                  | 109 min | Digital 3D                                   | auch als IMAX 3D |
| 2010 | Space Dogs                                                                | Inna Felixowna Jewlannikowa, Swjatoslaw Uschakow                             | Russland                                             | 85 min  | Konvertierung                                | |
| 2010 | Hubble 3D                                                                 | Toni Myers                                                                   | USA                                                  | 45 min  | IMAX 3D                                      | |
| 2010 | Drachenzähmen leicht gemacht                                              | Dean DeBlois, Chris Sanders                                                  | USA                                                  | 98 min  | Digital 3D                                   | auch als IMAX 3D |
| 2010 | Kampf der Titanen                                                         | Louis Leterrier                                                              | USA                                                  | 102 min | Konvertierung                                | |
| 2010 | Kenny Chesney: Summer in 3D                                               | Joe Thomas                                                                   | USA                                                  | 99 min  | 3ality Technica 3D                           | Konzertfilm |
| 2010 | Magische Reise nach Afrika                                                | Jordi Llompart                                                               | Spanien                                              | 90 min  | Digital 3D                                   | |
| 2010 | Sea Rex 3D: Journey to a Prehistoric World                                | Ronan Chapalain, Pascal Vuong                                                | UK, Frankreich                                       | 41 min  |                                              | |
| 2010 | StreetDance 3D                                                            | Max Giwa, Dania Pasquini                                                     | UK                                                   | 98 min  | Digital 3D                                   | |
| 2010 | Für immer Shrek                                                           | Mike Mitchell                                                                | USA                                                  | 89 min  | Digital 3D                                   | Erster Shrek-Teil mit 3D-Effekten |
| 2010 | Une nuit au cirque                                                        | Olivier Kauffer, Fabien Remblier                                             | Frankreich                                           | 120 min | Digital 3D                                   | |
| 2010 | Space Chimps 2: Zartog Strikes Back                                       | John H. Williams                                                             | USA                                                  | 76 min  | Digital 3D                                   | |
| 2010 | Legenden der Luftfahrt 3D                                                 | Stephen Low                                                                  | USA                                                  | 45 min  | IMAX 3D                                      | |
| 2010 | Toy Story 3                                                               | Lee Unkrich                                                                  | USA                                                  | 103 min | Digital 3D                                   | auch als IMAX 3D |
| 2010 | Die Legende von Aang                                                      | M. Night Shyamalan                                                           | USA                                                  | 99 min  | Konvertierung                                | |
| 2010 | Ich – Einfach unverbesserlich                                             | Pierre Coffin & Chris Renaud                                                 | USA                                                  | 95 min  | Digital 3D                                   | |
| 2010 | Cats & Dogs: Die Rache der Kitty Kahlohr                                  | Brad Peyton                                                                  | USA                                                  | 79 min  | Konvertierung                                | |
| 2010 | Sammys Abenteuer – Die Suche nach der geheimen Passage                    | Ben Stassen                                                                  | Belgien, Frankreich                                  | 85 min  | Digital 3D                                   | |
| 2010 | Step Up 3D                                                                | Jon M. Chu                                                                   | USA                                                  | 111 min | Fusion Camera System                         | |
| 2010 | Muumi ja punainen pyrstötähti                                             | Maria Lindberg                                                               | Finnland                                             | 75 min  | Konvertierung                                | |
| 2010 | Kamen raidâ Daburu fôebâ: Ê tu zetto/Unmei no gaia memori                 | Kôichi Sakamoto                                                              | Japan                                                | 66 min  |                                              | |
| 2010 | Piranha 3D                                                                | Alexandre Aja                                                                | USA                                                  | 88 min  | Konvertierung                                | |
| 2010 | Gaturro                                                                   | Gustavo Cova                                                                 | Argentinien, Mexiko                                  | 86 min  | Digital 3D                                   | |
| 2010 | Resident Evil: Afterlife                                                  | Paul W. S. Anderson                                                          | Kanada                                               | 96 min  | Fusion Camera System                         | |
| 2010 | Brijes 3D                                                                 | Benito Fernández                                                             | USA, Mexiko                                          | 89 min  | Konvertierung                                | |
| 2010 | Die Höhle der vergessenen Träume                                          | Werner Herzog                                                                | Frankreich, Kanada, Deutschland, USA, UK             | 90 min  | Fusion Camera System                         | |
| 2010 | Alpha und Omega                                                           | Anthony Bell, Ben Gluck                                                      | USA, Indien                                          | 88 min  | Digital 3D                                   | |
| 2010 | The Hole – Wovor hast Du Angst?                                           | Joe Dante                                                                    | USA                                                  | 88 min  | Red One Cameras                              | |
| 2010 | Die Legende der Wächter                                                   | Zack Snyder                                                                  | USA, Australien                                      | 96 min  | Digital 3D                                   | |
| 2010 | Konferenz der Tiere                                                       | Holger Tappe, Reinhard Klooss                                                | Deutschland                                          | 93 min  | Digital 3D                                   | |
| 2010 | Dark World – Das Tal der Hexenkönigin                                     | Anton Megerditschow                                                          | Russland                                             | 100 min |                                              | |
| 2010 | My Soul to Take                                                           | Wes Craven                                                                   | USA                                                  | 107 min | Konvertierung                                | |
| 2010 | Tung ngan                                                                 | Danny Pang, Oxide Chun Pang                                                  | Hongkong                                             | 97 min  | Red One Cameras                              | |
| 2010 | Die Olsenbande in feiner Gesellschaft                                     | Jørgen Lerdam                                                                | Dänemark                                             | 75 min  |                                              | |
| 2010 | Tang Jo Ke De                                                             | Kiefer Liu                                                                   | Hongkong, China                                      | 110 min |                                              | |
| 2010 | Jackass 3D                                                                | Jeff Tremaine                                                                | USA                                                  | 94 min  | Konvertierung                                | |
| 2010 | Saw 3D – Vollendung                                                       | Kevin Greutert                                                               | USA                                                  | 90 min  | Silicon Imaging 3D, 3ality Technica 3D       | |
| 2010 | Winx Club – Das magische Abenteuer                                        | Iginio Straffi                                                               | Italien                                              | 87 min  | Digital 3D                                   | |
| 2010 | La tropa de trapo en el país donde siempre brilla el sol                  | Álex Colls                                                                   | Spanien                                              | 76 min  |                                              | |
| 2010 | Garo: Red Requiem                                                         | Keita Amemiya                                                                | Japan                                                | 97 min  |                                              | |
| 2010 | Amphibious 3D                                                             | Brian Yuzna                                                                  | Indonesien, Niederlande                              | 86 min  |                                              | |
| 2010 | Megamind                                                                  | Tom McGrath                                                                  | USA                                                  | 96 min  | Digital 3D                                   | |
| 2010 | Harry Potter und die Heiligtümer des Todes – Teil 1                       | David Yates                                                                  | UK, USA                                              | 146 min | Konvertierung                                | |
| 2010 | Battle Royale                                                             | Kinji Fukasaku                                                               | Japan                                                | 113 min | Konvertierung                                | Konvertierung des Films von 2000 |
| 2010 | Der Nussknacker                                                           | Andrei Kontschalowski                                                        | Ungarn, UK                                           | 110 min | Konvertierung                                | |
| 2010 | Topper gibt nicht auf                                                     | Félix Koch                                                                   | Deutschland                                          | 29 min  | Digital 3D                                   | erster 3D-Film einer Deutschen Filmhochschule |
| 2010 | Rapunzel – Neu verföhnt                                                   | Nathan Greno, Byron Howard                                                   | USA                                                  | 100 min | Digital 3D                                   | auch als IMAX 3D |
| 2010 | Shrek – Der tollkühne Held                                                | Andrew Adamson                                                               | USA                                                  | 90 min  | Konvertierung                                | Konvertierung des Films von 2001 |
| 2010 | Shrek 2 – Der tollkühne Held kehrt zurück                                 | Andrew Adamson, Kelly Asbury, Conrad Vernon                                  | USA                                                  | 92 min  | Konvertierung                                | Konvertierung des Films von 2004 |
| 2010 | Shrek der Dritte                                                          | Chris Miller                                                                 | USA                                                  | 93 min  | Konvertierung                                | Konvertierung des Films von 2007 |
| 2010 | Die Chroniken von Narnia: Die Reise auf der Morgenröte                    | Michael Apted                                                                | USA                                                  | 113 min | Konvertierung                                | |
| 2010 | Tron: Legacy                                                              | Joseph Kosinski                                                              | USA                                                  | 127 min | Fusion Camera System                         | |
| 2010 | Yogi Bär                                                                  | Eric Brevig                                                                  | USA                                                  | 80 min  | Fusion Camera System                         | |
| 2010 | Toonpur Ka Superrhero                                                     | Kireet Khurana                                                               | Indien                                               | 95 min  |                                              | |
| 2010 | Gullivers Reisen – Da kommt was Großes auf uns zu                         | Rob Letterman                                                                | USA                                                  | 87 min  | Konvertierung                                | |
| 2010 | RPG Metanoia                                                              | Luis C. Suarez                                                               | Philippinen                                          | 105 min | Digital 3D                                   | |
| 2011 | Arabia 3D                                                                 | Greg MacGillivray                                                            | USA                                                  | 46 min  | IMAX 3D                                      | |
| 2011 | Daybreakers                                                               | Peter und Michael Spierig                                                    | Deutschland                                          | 98 min  | Konvertierung                                | 3D-Konvertierung eines Films von 2009 |
| 2011 | Immortal – New York 2095: Die Rückkehr der Götter                         | Enki Bilal                                                                   | Frankreich                                           | 102 min | Konvertierung                                | 3D-Konvertierung eines Films von 2004 |
| 2011 | The Green Hornet                                                          | Michel Gondry                                                                | USA                                                  | 119 min | Konvertierung                                | |
| 2011 | Samyy luchshiy film 3-DE                                                  | Kirill Kuzin                                                                 | Russland                                             | 105 min |                                              | |
| 2011 | Brasil Animado                                                            | Mariana Caltabiano                                                           | Brasilien                                            | 75 min  |                                              | |
| 2011 | Sanctum                                                                   | Alister Grierson                                                             | USA, Australien                                      | 109 min | Fusion Camera System                         | |
| 2011 | Fimfárum do tretice vseho dobrého 3D                                      | Kristina Dufková, Vlasta Pospísilová, David Sukup                            | Tschechien                                           | 75 min  |                                              | |
| 2011 | Gnomeo und Julia                                                          | Kelly Asbury                                                                 | USA                                                  | 85 min  | Digital 3D                                   | |
| 2011 | Justin Bieber: Never Say Never                                            | Jon Chu                                                                      | USA                                                  | 105 min | Fusion Camera System                         | Konzertfilm |
| 2011 | Pina                                                                      | Wim Wenders                                                                  | Deutschland, Frankreich, UK                          | 106 min |                                              | Dokumentarfilm |
| 2011 | Drive Angry                                                               | Patrick Lussier                                                              | USA                                                  | 104 min | Paradise FX 3D                               | |
| 2011 | Torrente 4: Lethal Crisis                                                 | Santiago Segura                                                              | Spanien                                              | 99 min  | 3ality Technica 3D                           | |
| 2011 | Milo und Mars                                                             | Simon Wells                                                                  | USA                                                  | 88 min  | Digital 3D                                   | |
| 2011 | Ghost in the Shell: S.A.C. Solid State Society                            | Kenji Kamiyama                                                               | Japan                                                | 105 min | Konvertierung                                | Konvertierung eines Films von 2006 |
| 2011 | Titeuf, le film                                                           | Zep                                                                          | Frankreich                                           | 87 min  |                                              | |
| 2011 | Born to be Wild                                                           | David Lickley                                                                | USA                                                  | 41 min  | IMAX-Digital-3D-Kamera                       | |
| 2011 | 3D Sex and Zen – Extreme Ecstasy                                          | Christopher Suen                                                             | Japan                                                | 129 min |                                              | |
| 2011 | Rio                                                                       | Carlos Saldanha                                                              | USA                                                  | 96 min  | Digital 3D                                   | |
| 2011 | TT3D: Closer to the Edge                                                  | Richard De Aragues                                                           | UK                                                   | 104 min | Konvertierung                                | zum Teil in 3D |
| 2011 | Deep Gold                                                                 | Michael Gleissner                                                            | Philippinen                                          | 86 min  |                                              | |
| 2011 | Tôfu kozô                                                                 | Gisaburô Sugii                                                               | Japan                                                | 86 min  |                                              | |
| 2011 | Das Rotkäppchen-Ultimatum                                                 | Mike Disa                                                                    | USA                                                  | 87 min  | Konvertierung                                | |
| 2011 | Thor                                                                      | Kenneth Branagh                                                              | USA                                                  | 114 min | Konvertierung                                | |
| 2011 | Haunted – 3D                                                              | Vikram Bhatt                                                                 | Indien                                               | 143 min | Konvertierung                                | |
| 2011 | Flying Monsters 3D with David Attenborough                                | Matthew Dyas                                                                 | USA                                                  | 40 min  |                                              | |
| 2011 | Priest                                                                    | Scott Stewart                                                                | USA                                                  | 87 min  | Konvertierung                                | |
| 2011 | Pirates of the Caribbean – Fremde Gezeiten                                | Rob Marshall                                                                 | USA                                                  | 136 min | Fusion Camera System                         | |
| 2011 | Kung Fu Panda 2                                                           | Jennifer Yuh Nelson                                                          | USA                                                  | 90 min  | Digital 3D                                   | |
| 2011 | Orla Frøsnapper                                                           | Peter Dodd                                                                   | Dänemark                                             | 78 min  |                                              | |
| 2011 | Löwe von Judah                                                            | Deryck Broom, Roger Hawkins                                                  | USA                                                  | 87 min  | Konvertierung                                | |
| 2011 | The Prodigies                                                             | Antoine Charreyron                                                           | Frankreich, Belgien, UK                              | 87 min  | Konvertierung                                | |
| 2011 | V perine                                                                  | F.A. Brabec                                                                  | Tschechien                                           | 103 min |                                              | |
| 2011 | Green Lantern                                                             | Martin Campbell                                                              | USA                                                  | 123 min | Konvertierung                                | |
| 2011 | Kylie 3D: Aphrodite Les Folies                                            | William Baker                                                                | UK                                                   | 120 min |                                              | Konzertfilm von Kylie Minogue |
| 2011 | Cars 2                                                                    | John Lasseter                                                                | USA                                                  | 106 min | Digital 3D                                   | |
| 2011 | Transformers 3                                                            | Michael Bay                                                                  | USA                                                  | 154 min | Fusion Camera System                         | |
| 2011 | Das Haus der Geheimnisse                                                  | Julien Lacombe, Pascal Sid                                                   | Frankreich                                           | 90 min  | Konvertierung                                | |
| 2011 | Die Legende des Kung Fu Kaninchens                                        | Sun Lijun                                                                    | China                                                | 89 min  |                                              | |
| 2011 | Harry Potter und die Heiligtümer des Todes – Teil 2                       | David Yates                                                                  | UK, USA                                              | 130 min | Konvertierung                                | |
| 2011 | Les contes de la nuit                                                     | Michel Ocelot                                                                | Frankreich                                           | 84 min  | Digital 3D                                   | |
| 2011 | Captain America: The First Avenger                                        | Joe Johnston                                                                 | USA                                                  | 124 min | Konvertierung                                | |
| 2011 | Tekken: Blood Vengeance                                                   | Yoichi Mori                                                                  | Japan                                                | 100 min | Digital 3D                                   | |
| 2011 | Die Schlümpfe                                                             | Raja Gosnell                                                                 | USA                                                  | 103 min | Legend3D                                     | |
| 2011 | Henry der Schreckliche                                                    | Nick Moore                                                                   | UK                                                   | 93 min  |                                              | |
| 2011 | Jock – Ein Held auf 4 Pfoten                                              | Duncan MacNeillie                                                            | USA, Südafrika                                       | 89 min  | Digital 3D                                   | |
| 2011 | Sector 7                                                                  | Kim Ji-hoon                                                                  | Südkorea                                             | 93 min  | Konvertierung                                | |
| 2011 | Final Destination 5                                                       | Steven Quale                                                                 | USA                                                  | 92 min  | Fusion Camera System                         | |
| 2011 | Glee on Tour – Der 3D Film                                                | Kevin Tancharoen                                                             | USA                                                  | 84 min  | Fusion Camera System                         | |
| 2011 | Rabitto horâ 3D                                                           | Takashi Shimizu                                                              | Japan                                                | 83 min  |                                              | |
| 2011 | Conan                                                                     | Marcus Nispel                                                                | USA                                                  | 112 min | Legend3D                                     | |
| 2011 | Jogayya                                                                   | Prem                                                                         | Indien                                               | 136 min |                                              | |
| 2011 | Fright Night                                                              | Craig Gillespie                                                              | USA                                                  | 106 min | Paradise FX 3D                               | |
| 2011 | Spy Kids – Alle Zeit der Welt                                             | Robert Rodriguez                                                             | USA                                                  | 89 min  | Fusion Camera System                         | |
| 2011 | A Haunting in Salem                                                       | Shane Van Dyke                                                               | USA                                                  | 81 min  | Red One Cameras                              | |
| 2011 | Shark Night 3D                                                            | David R. Ellis                                                               | USA                                                  | 91 min  |                                              | |
| 2011 | The Art of Flight                                                         | Curt Morgan                                                                  | USA, Österreich                                      | 90 min  | Red One                                      | von Red Bull GmbH gesponserter Dokumentarfilm |
| 2011 | Wu yue tian zhui meng 3DNA                                                | Yann Kung, Jung-chi Chang, Pin-Chuan Kao                                     | Taiwan                                               | 96 min  |                                              | |
| 2011 | Don gato y su pandilla                                                    | Alberto Mar                                                                  | Mexiko, Argentinien                                  | 91 min  | Real 3D                                      | |
| 2011 | Der König der Löwen                                                       | Roger Allers, Rob Minkoff                                                    | USA                                                  | 88 min  | Konvertierung                                | Konvertierung des Films von 1994 |
| 2011 | Mein Freund, der Delfin                                                   | Charles Martin Smith                                                         | USA                                                  | 113 min |                                              | |
| 2011 | 1920 – Die letzte Schlacht                                                | Jerzy Hoffman                                                                | Polen                                                | 115 min | Fusion Camera System                         | |
| 2011 | Die Legende der weißen Schlange                                           | Ching Siu-Tung                                                               | China                                                | 102 min |                                              | |
| 2011 | Wickie auf großer Fahrt                                                   | Christian Ditter                                                             | Deutschland                                          | 100 min | Real 3D                                      | Erste Real-3D-Produktion aus Deutschland. |
| 2011 | Ronal der Barbar                                                          | Kresten Vestbjerg Andersen, Thorbjørn Christoffersen, Philip Einstein Lipski | Dänemark                                             | 89 min  | Digital 3D                                   | |
| 2011 | Fischen Impossible – Eine tierische Rettungsaktion                        | Aun Hoe Goh                                                                  | Malaysia, Katar                                      | 93 min  |                                              | |
| 2011 | Ein Monster in Paris                                                      | Bibo Bergson                                                                 | Frankreich                                           | 90 min  | Digital 3D                                   | |
| 2011 | Lauras Stern und die Traummonster                                         | Ute von Münchow-Pohl, Thilo Graf Rothkirch                                   | Deutschland                                          | 65 min  | Konvertierung                                | |
| 2011 | Thor – Ein hammermäßiges Abenteuer                                        | Oskar Jonasson, Toby Genkel, Gunnar Karlsson                                 | Island, Deutschland, Irland                          | 79 min  |                                              | |
| 2011 | Hara-Kiri – Tod eines Samurai                                             | Takashi Miike                                                                | Japan                                                | 128 min | Digital 3D                                   | |
| 2011 | Die drei Musketiere                                                       | Paul W. S. Anderson                                                          | Deutschland, USA, Frankreich, UK                     | 111 min | Arri Alexa 3D                                | |
| 2011 | Die Abenteuer von Tim und Struppi – Das Geheimnis der Einhorn             | Steven Spielberg                                                             | USA                                                  | 107 min | Digital 3D                                   | |
| 2011 | RA.One – Superheld mit Herz                                               | Anubhav Sinha                                                                | Indien                                               | 150 min | Konvertierung                                | |
| 2011 | Der gestiefelte Kater                                                     | Chris Miller                                                                 | USA                                                  | 90 min  | Digital 3D                                   | |
| 2011 | Santa Claus und der Zauberkristall – Jonas rettet Weihnachten             | Antti Haikala                                                                | Finnland                                             | 77 min  |                                              | |
| 2011 | Sleepwalker                                                               | Oxide Chun Pang                                                              | Hongkong                                             | 105 min |                                              | |
| 2011 | Harold & Kumar – Alle Jahre wieder                                        | Todd Strauss-Schulson                                                        | USA                                                  | 89 min  | 3ality Technica 3D                           | |
| 2011 | Das fliegende Klavier                                                     | Walt Becker, Martin Clapp, Geoff Lindsey                                     | Polen, UK                                            | 77 min  |                                              | |
| 2011 | Krieg der Götter                                                          | Tarsem Singh                                                                 | USA                                                  | 110 min | 3ality 3D                                    | |
| 2011 | Boy s tenyu 3. Posledniy raund                                            | Aleksey Sidorov                                                              | Russland                                             | 127 min |                                              | |
| 2011 | Happy Feet 2                                                              | George Miller                                                                | USA, Australien                                      | 99 min  | Digital 3D                                   | |
| 2011 | Arthur Weihnachtsmann                                                     | Sarah Smith                                                                  | USA, UK                                              | 97 min  | Digital 3D                                   | |
| 2011 | Hugo Cabret                                                               | Martin Scorsese                                                              | USA                                                  | 127 min | Fusion Camera System                         | |
| 2011 | Nova Zembla – Unbekanntes Land                                            | Reinout Oerlemans                                                            | Niederlande                                          | 113 min | Red Epic, 3ality 3D                          | |
| 2011 | Friends: Mononokeshima no Naki                                            | Takashi Yamazaki                                                             | Japan                                                | 87 min  |                                              | |
| 2011 | Flying Swords of Dragon Gate                                              | Tsui Hark                                                                    | Japan                                                | 122 min | STEREOTEC 3D                                 | |
| 2011 | Darkest Hour                                                              | Chris Gorak                                                                  | USA, Russland                                        | 89 min  | 3ality Technica 3D                           | |
| 2011 | Don – The King is back                                                    | Farhan Akhtar                                                                | Indien                                               | 150 min | Konvertierung                                | |
| 2011 | Gekijouban Inazuma irebun Go: Kyuukyoku no kizuna Gurifon                 | Yoshikazu Miyao, Akihiro Hino                                                | Japan                                                | 90 min  |                                              | |
| 2011 | DAM999 – Wasser kennt keine Gnade                                         | Sohan Roy                                                                    | Indien, VAE                                          | 105 min |                                              | |
| 2011 | Paranormal Experience 3D                                                  | Sergi Vizcaino                                                               | Spanien                                              | 90 min  | Red One Cameras                              | |
| 2012 | Space Junk 3D                                                             | Melissa R. Butts                                                             | USA                                                  | 38 min  | IMAX 3D                                      | |
| 2012 | Outback – Jetzt wird’s richtig wild!                                      | Kyung Ho Lee                                                                 | Südkorea, USA                                        | 85 min  |                                              | |
| 2012 | Die Schöne und das Biest                                                  | Gary Trousdale, Kirk Wise                                                    | USA                                                  | 84 min  | Konvertierung                                | |
| 2012 | Underworld: Awakening                                                     | Måns Mårlind, Björn Stein                                                    | USA                                                  | 88 min  | Red Epic, Technica 3D                        | |
| 2012 | Always san-chôme no yûhi ’64                                              | Takashi Yamazaki                                                             | Japan                                                | 142 min | Digital 3D                                   | |
| 2012 | Jeom-bak-i: Han-ban-do-eui Gong-ryong 3D                                  | Han Sang-Ho                                                                  | Südkorea                                             | 88 min  |                                              | |
| 2012 | Los ilusionautas                                                          | Eduardo Schuldt                                                              | Peru                                                 | 82 min  |                                              | |
| 2012 | Die Reise zur geheimnisvollen Insel                                       | Brad Peyton                                                                  | USA                                                  | 94 min  | Fusion Camera System                         | |
| 2012 | Star Wars: Episode I – Die dunkle Bedrohung                               | George Lucas                                                                 | USA                                                  | 133 min | Konvertierung                                | 3D-Konvertierung des Films von 1999 |
| 2012 | Ghost Rider: Spirit of Vengeance                                          | Mark Neveldine, Brian Taylor                                                 | USA                                                  | 96 min  | Konvertierung                                | |
| 2012 | Ambuli                                                                    | Haresh Narayan, K. Hari Shankar                                              | Indien                                               | 139 min |                                              | |
| 2012 | Der Lorax                                                                 | Chris Renaud                                                                 | USA                                                  | 86 min  | Digital 3D                                   | |
| 2012 | Der Wüstenplanet                                                          | David Lynch                                                                  | USA                                                  | 137 min | Konvertierung                                | 3D-Konvertierung des Films von 1984 |
| 2012 | Kac Wawa                                                                  | Lukasz Karwowski                                                             | Polen                                                | 97 min  |                                              | |
| 2012 | Feu: Crazy Horse Paris                                                    | Bruno Hullin                                                                 | Frankreich                                           | 90 min  |                                              | |
| 2012 | John Carter – Zwischen zwei Welten                                        | Andrew Stanton                                                               | USA                                                  | 139 min | 3ality Technica 3D                           | auch als IMAX 3D |
| 2012 | 407 Dark Flight 3D                                                        | Isara Nadee                                                                  | Thailand                                             | 105 min |                                              | |
| 2012 | Die Piraten! – Ein Haufen merkwürdiger Typen                              | Peter Lord                                                                   | UK, USA                                              | 88 min  | Real 3D                                      | |
| 2012 | Zorn der Titanen                                                          | Jonathan Liebesman                                                           | USA                                                  | 99 min  | Konvertierung                                | auch als IMAX 3D |
| 2012 | StreetDance 2                                                             | Max Giwa, Dania Pasquini                                                     | USA                                                  | 90 min  | Digital 3D                                   | |
| 2012 | Titanic                                                                   | James Cameron                                                                | USA                                                  | 195 min | Konvertierung                                | 3D-Konvertierung des Films von 1997 |
| 2012 | To the Arctic 3D                                                          | Greg MacGillivray                                                            | USA                                                  | 40 min  | IMAX 3D                                      | |
| 2012 | The Cabin in the Woods                                                    | Drew Goddard                                                                 | USA                                                  | 95 min  |                                              | |
| 2012 | Marvel’s The Avengers                                                     | Joss Whedon                                                                  | USA                                                  | 143 min | Stereo 3D                                    | auch als IMAX 3D |
| 2012 | Kataariveera Surasundaraangi                                              | Suresh Krishna                                                               | Indien                                               | 133 min | Panasonic 3D                                 | |
| 2012 | Dangerous Ishhq                                                           | Vikram Bhatt                                                                 | Indien                                               | 130 min |                                              | |
| 2012 | Sadako Ring Originals                                                     | Tsutomo Hanabusa                                                             | Japan                                                | 96 min  |                                              | |
| 2012 | Janoschs Komm, wir finden einen Schatz!                                   | Irina Probost                                                                | Deutschland                                          | 75 min  |                                              | |
| 2012 | Men in Black 3                                                            | Barry Sonnenfeld                                                             | USA                                                  | 106 min | Prime Focus                                  | auch als IMAX 3D |
| 2012 | Piranha 2                                                                 | John Gulgar                                                                  | USA                                                  | 82 min  | Paradise FX 3D                               | |
| 2012 | Madagascar 3: Flucht durch Europa                                         | Eric Darnell, Tom McGrath, Conrad Vernon                                     | USA                                                  | 93 min  | Digital 3D                                   | |
| 2012 | Prometheus – Dunkle Zeichen                                               | Ridley Scott                                                                 | USA                                                  | 124 min | Red Epic, 3ality Technic 3D                  | |
| 2012 | Merida – Legende der Highlands                                            | Steve Purcell, Mark Andrews, Brenda Chapman                                  | USA                                                  | 94 min  | Digital 3D                                   | Oscar als Bester Animationsfilm |
| 2012 | Abraham Lincoln Vampirjäger                                               | Timur Bekmambetow                                                            | USA                                                  | 105 min | Konvertierung                                | |
| 2012 | Painted Skin 2: Resurrection                                              | Wuershan                                                                     | Japan                                                | 131 min | Digital 3D                                   | |
| 2012 | The Amazing Spider-Man                                                    | Marc Webb                                                                    | USA                                                  | 136 min | Red Epic, 3ality Technic 3D                  | |
| 2012 | Zambezia                                                                  | Wayne Thornley                                                               | Südafrika                                            | 82 min  | Real 3D                                      | |
| 2012 | Katy Perry: Part of Me                                                    | Dan Cutforth, Jane Lipsitz                                                   | USA                                                  | 95 min  | 3ality Technic 3D                            | 3D-Dokumentation |
| 2012 | Eega                                                                      | S.S. Rajamouli                                                               | Indien                                               | 145 min | Fusion Camera System                         | |
| 2012 | Ice Age 4 – Voll verschoben                                               | Steve Martino, Mike Thurmeier                                                | USA                                                  | 88 min  |                                              | |
| 2012 | Cendrillon au Far West                                                    | Pascal Hérold                                                                | Frankreich                                           | 81 min  | Real 3D                                      | |
| 2012 | Step Up: Miami Heat                                                       | Scott Speer                                                                  | USA                                                  | 97 min  | Red Epic, 3ality Technic 3D                  | |
| 2012 | Norva und Sam retten die Welt                                             | Kompin Keamkumned                                                            | Thailand                                             | 81 min  |                                              | |
| 2012 | Nitro Circus 3D – Der Film                                                | Gregg Gofrey, Jeremy Rawle                                                   | USA                                                  | 92 min  | 3ality Technic 3D                            | |
| 2012 | Adhisaya Ulagam                                                           | Shakthi Scott                                                                | Indien                                               | 95 min  | Digital 3D                                   | |
| 2012 | Storm Surfers 3D                                                          | Justin McMillan, Christopher Nelius                                          | USA                                                  | 95 min  |                                              | |
| 2012 | Sammys Abenteuer 2                                                        | Vincent Kesteloot, Ben Stassen, Mimi Maynard                                 | Frankreich, Belgien                                  | 92 min  | Digital 3D                                   | |
| 2012 | Das Geheimnis der Feenflügel                                              | Peggy Holmes                                                                 | USA                                                  | 75 min  |                                              | |
| 2012 | ParaNorman                                                                | Sam Fell                                                                     | USA                                                  | 92 min  | Digital 3D                                   | |
| 2012 | 29 Februari                                                               | Edry Abdul Halim                                                             | Malaysia                                             | 104 min |                                              | |
| 2012 | Upside Down                                                               | Juan Diego Solanas                                                           | Frankreich, Kanada                                   | 108 min |                                              | |
| 2012 | Tad Stones – Der verlorene Jäger des Schatzes!                            | Enrique Gato                                                                 | Spanien                                              | 92 min  | Digital 3D                                   | |
| 2012 | Raaz 3: The Third Dimension                                               | Vikram Bhatt                                                                 | Indien                                               | 139 min |                                              | |
| 2012 | Bait 3D – Haie im Supermarkt                                              | Kimble Rendall                                                               | Australien, Singapur                                 | 93 min  | Digital 3D                                   | |
| 2012 | Findet Nemo                                                               | Andrew Stanton                                                               | USA                                                  | 100 min | Konvertierung                                | 3D-Konvertierung des Films von 2003 |
| 2012 | Resident Evil: Retribution                                                | Paul W. S. Anderson                                                          | Deutschland, Kanada, USA, UK, Frankreich             | 96 min  | Red Epic, 3ality                             | auch als IMAX 3D |
| 2012 | Dredd                                                                     | Pete Travis                                                                  | UK, Südafrika                                        | 95 min  | Paradise FX 3D                               | |
| 2012 | Yat lo heung sai                                                          | Mark Wu                                                                      | China                                                | 119 min | Red Epic                                     | |
| 2012 | Tai Chi Zero                                                              | Stephen Fung                                                                 | China                                                | 99 min  | Konvertierung                                | |
| 2012 | Hotel Transsilvanien                                                      | Genndy Tartakovsky                                                           | USA                                                  | 91 min  | Digital 3D                                   | |
| 2012 | Frankenweenie                                                             | Tim Burton                                                                   | USA                                                  | 87 min  | Prime Focus                                  | auch als IMAX 3D |
| 2012 | Dead Before Dawn                                                          | April Mullen                                                                 | Kanada                                               | 88 min  |                                              | |
| 2012 | Rodencia und der Zahn der Prinzessin                                      | David Bisbano                                                                | Peru, Argentinien                                    | 87 min  | Digital 3D                                   | |
| 2012 | Niko 2 – Kleines Rentier, großer Held                                     | Kari Juusonen, Jørgen Lerdam                                                 | Finnland                                             | 79 min  | Digital 3D                                   | |
| 2012 | Bhoot returns                                                             | Ram Gopal Varma                                                              | Indien                                               | 85 min  |                                              | |
| 2012 | Asterix & Obelix – Im Auftrag Ihrer Majestät                              | Laurent Tirard                                                               | Frankreich, Italien, Spanien, Ungarn                 | 110 min | Digital 3D                                   | |
| 2012 | Die Gladiatoren von Rom                                                   | Ignio Straffi                                                                | Italien                                              | 94 min  | Digital 3D                                   | |
| 2012 | Tai ji 2: Ying xiong jue qi                                               | Stephen Fung                                                                 | China                                                | 102 min |                                              | |
| 2012 | Die Vermessung der Welt                                                   | Detlev Buck                                                                  | Deutschland, Österreich                              | 119 min | Digital 3D                                   | |
| 2012 | Silent Hill: Revelation                                                   | Michael J. Bassett                                                           | Kanada, Frankreich                                   | 94 min  | Red Epic, 3ality                             | |
| 2012 | 009 Re:Cyborg                                                             | Kenji Kamiyama                                                               | Japan                                                | 103 min | Digital 3D                                   | |
| 2012 | Ralph reichts                                                             | Rich Moore                                                                   | USA                                                  | 101 min | Digital 3D                                   | |
| 2012 | A Liar’s Autobiography: The Untrue Story of Monty Python’s Graham Chapman | Bill Jones, Jeff Simpson, Ben Timlett                                        | UK                                                   | 85 min  | Digital 3D                                   | |
| 2012 | War of the Worlds – Goliath                                               | Joe Pearson                                                                  | Malaysia                                             | 85 min  |                                              | |
| 2012 | Die Hüter des Lichts                                                      | Peter Ramsey                                                                 | USA                                                  | 97 min  | Digital 3D                                   | |
| 2012 | Life of Pi: Schiffbruch mit Tiger                                         | Ang Lee                                                                      | USA, UK, Taiwan                                      | 127 min | Fusion Camera System                         | |
| 2012 | Saint Dracula 3D                                                          | Rupesh Paul                                                                  | VAE                                                  | 80 min  |                                              | |
| 2012 | 3 A.M. 3D                                                                 | Isara Nadee, Kirati Nakintanon, Patchanon Thammajira                         | Thailand                                             | 96 min  | Red                                          | Episodenfilm |
| 2012 | Ein Pinguin kommt selten allein                                           | Sias Wilson                                                                  | UK                                                   | 78 min  |                                              | |
| 2012 | Universal Soldier: Day of Reckoning                                       | John Hyams                                                                   | USA                                                  | 109 min | Red Epic, 3ality Technica                    | |
| 2012 | Die Dinos sind los                                                        | Yoon-suk Choi, John Kafka                                                    | USA, Südkorea                                        | 88 min  |                                              | |
| 2012 | Apartment 1303                                                            | Michael Taverna                                                              | USA                                                  | 82 min  |                                              | |
| 2012 | Armour of God – Chinese Zodiac                                            | Jackie Chan                                                                  | China                                                | 122 min |                                              | auch als IMAX 3D |
| 2012 | Der Hobbit: Eine unerwartete Reise                                        | Peter Jackson                                                                | USA, Neuseeland                                      | 182 min | Red Epic, 3ality Technica                    | auch als IMAX 3D |
| 2012 | Die Monster AG                                                            | Pete Docter, David Silverman, Lee Unkrich                                    | USA                                                  | 92 min  | Konvertierung                                | 3D-Konvertierung des Films von 2001 |
| 2012 | Nurse 3D                                                                  | Douglas Aarniokoski                                                          | USA                                                  | 84 min  | Arri Alexa 3D                                | |
| 2012 | The Guillotines                                                           | Andrew Lau                                                                   | China                                                | 112 min | Digital 3D                                   | |
| 2012 | Cirque Du Soleil: Traumwelten                                             | Andrew Adamson                                                               | USA                                                  | 91 min  | Fusion Camera System                         | |
| 2012 | Die Pee-Wees – Rivalen auf dem Eis                                        | Eric Tessier                                                                 | Kanada                                               | 122 min |                                              | |
| 2012 | Tri bogatyrya na dalnikh beregakh                                         | Konstantin Feoktistov                                                        | Russland                                             | 65 min  |                                              | |
| 2012 | Die Schneekönigin – Eiskalt verzaubert                                    | Vladlen Barbe, Maxim Sveshnikov                                              | Russland                                             | 74 min  |                                              | |
| 2013 | Saving Santa – Ein Elf rettet Weihnachten                                 | Leon Joosen, Aaron Seelman                                                   | UK                                                   | 86 min  |                                              | |
| 2013 | Lord of the Elves – Das Zeitalter der Halblinge                           | Joseph J. Lawson                                                             | USA                                                  | 87 min  |                                              | Mockbuster |
| 2013 | Texas Chainsaw 3D                                                         | John Luessenhop                                                              | USA                                                  | 92 min  | Red Epic Cameras, Technica 3D                | |
| 2013 | Ritter Rost – Eisenhart und voll verbeult                                 | Thomas Bodenstein, Hubert Weiland, Nina Wels                                 | Deutschland                                          | 84 min  |                                              | |
| 2013 | Furasshubakku memorîzu 3D                                                 | Tetsuaki Matsue                                                              | Japan                                                | 72 min  |                                              | Dokumentarfilm über den Didgeridoo-Spieler Goma |
| 2013 | Pororo: The Racing Adventure                                              | Park Young-kyun                                                              | Südkorea, China                                      | 79 min  |                                              | |
| 2013 | Hänsel und Gretel: Hexenjäger                                             | Tommy Wirkola                                                                | USA, Deutschland                                     | 98 min  | STEREOTEC 3D                                 | auch als IMAX 3D |
| 2013 | Journey to the West: Conquering the Demons                                | Stephen Chow                                                                 | China                                                | 110 min | Arri Alexa 3D                                | auch als IMAX 3D |
| 2013 | The Forbidden Girl                                                        | Till Hastreiter                                                              | Deutschland                                          | 99 min  |                                              | |
| 2013 | Otto ist ein Nashorn                                                      | Kenneth Kainz                                                                | Dänemark                                             | 76 min  |                                              | |
| 2013 | ABCD (Any Body Can Dance)                                                 | Remo D’Souza                                                                 | Indien                                               | 160 min | Red Epic Cameras und 3ality TS5              | |
| 2013 | Top Gun – Sie fürchten weder Tod noch Teufel                              | Tony Scott                                                                   | USA                                                  | 109 min | Konvertierung                                | 3D-Konvertierung des Films von 1986, auch als IMAX 3D |
| 2013 | Nix wie weg – vom Planeten Erde                                           | Cal Brunker                                                                  | USA, Kanada                                          | 89 min  | Digital 3D                                   | |
| 2013 | Spider City – Stadt der Spinnen                                           | Tibor Takács                                                                 | USA                                                  | 89 min  | P+S Freestyle 3D                             | |
| 2013 | Jack and the Giants                                                       | Bryan Singer                                                                 | USA                                                  | 114 min | Red Epic, 3ality TS5                         | auch als IMAX 3D |
| 2013 | Die Legende von Sarila                                                    | Nancy Florence Savard                                                        | Kanada                                               | 80 min  |                                              | |
| 2013 | Die fantastische Welt von Oz                                              | Sam Raimi                                                                    | USA                                                  | 127 min | Red Epic, 3alityAtom 3D                      | auch als IMAX 3D |
| 2013 | Bola Kampung: The Movie                                                   | Chong Tee Chua, Ah Loong                                                     | Malaysia                                             | 97 min  |                                              | |
| 2013 | Die Croods                                                                | Kirk DeMicco, Chris Sanders                                                  | USA                                                  | 98 min  | Digital 3D                                   | |
| 2013 | G.I. Joe – Die Abrechnung                                                 | Jon M. Chu                                                                   | USA                                                  | 123 min | Stereo D                                     | auch als IMAX 3D |
| 2013 | Jurassic Park                                                             | Steven Spielberg                                                             | USA                                                  | 127 min | Konvertierung                                | 3D-Konvertierung des Films von 1993, auch als IMAX 3D |
| 2013 | Iron Man 3                                                                | Shane Black                                                                  | USA                                                  | 131 min | Stereo D                                     | auch als IMAX 3D |
| 2013 | StreetDance Kids                                                          | Ben Gregor                                                                   | UK                                                   | 106 min |                                              | |
| 2013 | Gingerclown                                                               | Balázs Hatvani                                                               | Ungarn                                               | 83 min  |                                              | |
| 2013 | Der große Gatsby                                                          | Baz Luhrmann                                                                 | Australien, USA                                      | 142 min | Red Epic Cameras und 3ality TS5 Rigs         | |
| 2013 | Gummi Tarzan                                                              | Michael Hegner                                                               | Dänemark                                             | 80 min  |                                              | |
| 2013 | The Legendary Dragon – Der Letzte seiner Art                              | Eric Styles                                                                  | UK, China                                            | 92 min  |                                              | |
| 2013 | Star Trek Into Darkness                                                   | J. J. Abrams                                                                 | USA                                                  | 132 min | Stereo D                                     | auch als IMAX 3D |
| 2013 | Epic – Verborgenes Königreich                                             | Chris Wedge                                                                  | USA                                                  | 102 min | Digital 3D                                   | |
| 2013 | Zapatlela 2                                                               | Mahesh Kothare                                                               | Indien                                               | 175 min |                                              | |
| 2013 | Tian ji: Fu chun shan ju tu                                               | Jianjun Sun                                                                  | China                                                | 122 min |                                              | |
| 2013 | Man of Steel                                                              | Zack Snyder                                                                  | USA                                                  | 143 min | Legend3D                                     | auch als IMAX 3D |
| 2013 | World War Z                                                               | Marc Forster                                                                 | USA                                                  | 116 min | Prime Focus                                  | auch als IMAX 3D |
| 2013 | Die Monster Uni                                                           | Dan Scanlon                                                                  | USA                                                  | 104 min | Digital 3D                                   | |
| 2013 | Ich - Einfach unverbesserlich 2                                           | Chris Renaud, Pierre Coffin                                                  | USA                                                  | 98 min  | Digital 3D                                   | |
| 2013 | Pacific Rim                                                               | Guillermo del Toro                                                           | USA                                                  | 132 min | Stereo D                                     | auch als IMAX 3D |
| 2013 | Mi-seu-teo Go                                                             | Yong-hwa Kim                                                                 | China, Südkorea                                      | 132 min |                                              | |
| 2013 | Turbo – Kleine Schnecke, großer Traum                                     | David Soren                                                                  | USA                                                  | 96 min  | Digital 3D                                   | |
| 2013 | Fußball – Großes Spiel mit kleinen Helden                                 | Juan José Campanella                                                         | Argentinien, Spanien                                 | 106 min | Digital 3D                                   | |
| 2013 | R.I.P.D.                                                                  | Robert Schwentke                                                             | USA                                                  | 96 min  | Stereo D                                     | |
| 2013 | Wolverine: Weg des Kriegers                                               | James Mangold                                                                | USA                                                  | 126 min | Stereo D                                     | |
| 2013 | Die Schlümpfe 2                                                           | Raja Gosnell                                                                 | USA                                                  | 105 min | Legend3D                                     | |
| 2013 | Percy Jackson – Im Bann des Zyklopen                                      | Thor Freudenthal                                                             | USA                                                  | 107 min | Stereo D                                     | |
| 2013 | Planes                                                                    | Klay Hall                                                                    | USA                                                  | 92 min  | Digital 3D                                   | |
| 2013 | Zombie Fieber                                                             | Kirill Kemnits                                                               | Russland                                             | 95 min  |                                              | |
| 2013 | One Direction: This Is Us                                                 | Morgan Spurlock                                                              | USA                                                  | 92 min  |                                              | |
| 2013 | Sadako 3D 2                                                               | Tsutomu Hanabusa                                                             | Japan                                                | 96 min  |                                              | |
| 2013 | Se Puder... Dirija!                                                       | Anita Barbosa, Paulo Fontenelle                                              | Brasilien                                            | 84 min  |                                              | |
| 2013 | Hidden Universe 3D                                                        | Russell Scott                                                                | Australien                                           | 40 min  | IMAX 3D                                      | |
| 2013 | Space Pirate Captain Harlock                                              | Shinji Aramaki                                                               | Japan                                                | 115 min | Stereo 3D                                    | [ 5 ] |
| 2013 | Vikingdom – Schlacht um Midgard                                           | Yusry Abd Halim                                                              | Malaysia                                             | 114 min |                                              | |
| 2013 | Battle of the Year                                                        | Benson Lee                                                                   | USA                                                  | 110 min | Sony F3 Cameras und 3ality Technica TS5 Rigs | |
| 2013 | Justin – Völlig verrittert!                                               | Manuel Sicilia                                                               | Spanien                                              | 96 min  |                                              | |
| 2013 | Lost Place                                                                | Thorsten Klein                                                               | Deutschland                                          | 101 min |                                              | |
| 2013 | Jerusalem                                                                 | Daniel Ferguson                                                              | USA, UK                                              | 45 min  | IMAX 3D                                      | |
| 2013 | Der Zauberer von Oz                                                       | Victor Fleming                                                               | USA                                                  | 101 min | Konvertierung                                | 3D-Konvertierung des Films von 1939 als IMAX 3D |
| 2013 | Keinohrhase und Zweiohrküken                                              | Til Schweiger                                                                | Deutschland                                          | 75 min  | Digital 3D                                   | |
| 2013 | Wolkig mit Aussicht auf Fleischbällchen 2                                 | Cody Cameron, Kris Pearn                                                     | USA                                                  | 95 min  | Digital 3D                                   | |
| 2013 | Metallica Through the Never                                               | Nimród Antal                                                                 | USA                                                  | 92 min  | IMAX 3D                                      | |
| 2013 | Detective Dee und der Fluch des Seeungeheuers                             | Tsui Hark                                                                    | China                                                | 134 min |                                              | auch als IMAX 3D |
| 2013 | Out of Inferno                                                            | Danny Pang, Oxide Pang                                                       | China                                                | 107 min |                                              | |
| 2013 | Stalingrad                                                                | Fjodor Bondartschuk                                                          | Russland                                             | 131 min | IMAX 3D                                      | [ 6 ] |
| 2013 | Dario Argentos Dracula                                                    | Dario Argento                                                                | Italien, Frankreich, Spanien                         | 110 min |                                              | |
| 2013 | Gravity                                                                   | Alfonso Cuarón                                                               | USA                                                  | 91 min  | IMAX 3D                                      | |
| 2013 | Die Karte meiner Träume                                                   | Jean-Pierre Jeunet                                                           | Frankreich, Kanada                                   | 105 min | IMAX 3D                                      | |
| 2013 | Return of the Warrior                                                     | Prachya Pinkaew                                                              | Thailand                                             | 104 min |                                              | |
| 2013 | Khumba – Das Zebra ohne Streifen                                          | Anthony Silverston                                                           | Südafrika                                            | 82 min  |                                              | |
| 2013 | Free Birds – Esst uns an einem anderen Tag                                | Jimmy Hayward                                                                | USA                                                  | 91 min  | Digital 3D                                   | |
| 2013 | Thor – The Dark Kingdom                                                   | Alan Taylor                                                                  | USA                                                  | 112 min | Stereo D                                     | auch als IMAX 3D |
| 2013 | Die Eiskönigin – Völlig unverfroren                                       | Chris Buck, Jennifer Lee                                                     | USA                                                  | 102 min | Digital 3D                                   | |
| 2013 | Amazonia – Abenteuer im Regenwald                                         | Thierry Ragobert                                                             | Brasilien, Frankreich                                | 90 min  | IMAX 3D                                      | |
| 2013 | The Four 2                                                                | Gordon Chan                                                                  | China                                                | 118 min |                                              | |
| 2013 | Tarzan 3D                                                                 | Reinhard Klooss                                                              | Deutschland                                          | 94 min  |                                              | |
| 2013 | Der Hobbit: Smaugs Einöde                                                 | Peter Jackson                                                                | Neuseeland, USA                                      | 161 min | Red Epic Cameras and 3ality TS5 Rig          | auch als IMAX 3D |
| 2013 | Fung bou                                                                  | Alan Yuen                                                                    | Japan                                                | 118 min |                                              | auch als IMAX 3D |
| 2013 | Dinosaurier 3D – Im Reich der Giganten                                    | Neil Nightingale, Barry Cook                                                 | UK, USA, Australien                                  | 87 min  | Fusion Camera System                         | |
| 2013 | Police Story – Back for Law                                               | Sheng Ding                                                                   | China                                                | 110 min |                                              | auch als IMAX 3D |
| 2013 | 47 Ronin                                                                  | Carl Rinsch                                                                  | USA                                                  | 119 min |                                              | |
| 2013 | Das magische Haus                                                         | Ben Stassen                                                                  | Belgien, Frankreich                                  | 85 min  | Digital 3D                                   | |
| 2013 | Mahabharat                                                                | Amaan Khan                                                                   | Indien                                               | 105 min |                                              | |
| 2013 | Frog Kingdom                                                              | Nelson Shin                                                                  | China                                                | 86 min  |                                              | |
| 2014 | Ratatouille                                                               | Brad Bird                                                                    | USA                                                  | 111 min | Konvertierung                                | 3D-Konvertierung des Films von 2007 für Blu-Ray |
| 2014 | The Legend of Hercules                                                    | Renny Harlin                                                                 | USA                                                  | 99 min  | Red Epic and 3Ality Atom                     | |
| 2014 | Hype Nation 3D                                                            | Alan Calzatti, Christian A. Strickland                                       | USA, Südkorea                                        | 74 min  | RED One and STEREOTEC 3D Live Rig            | [ 7 ] |
| 2014 | Operation: Nussknacker – Auf die Nüsse, fertig, los!                      | Peter Lepeniotis                                                             | USA                                                  | 85 min  | Digital 3D                                   | |
| 2014 | I, Frankenstein                                                           | Stuart Beattie                                                               | USA                                                  | 92 min  |                                              | auch als IMAX 3D |
| 2014 | Die Winzlinge – Operation Zuckerdose                                      | Hélène Giraud, Thomas Szabo                                                  | Frankreich, Belgien                                  | 89 min  |                                              | |
| 2014 | Xi you ji: Da nao tian gong                                               | Soi Cheang                                                                   | China                                                | 119 min |                                              | |
| 2014 | Fürst der Dämonen                                                         | Oleg Steptschenko                                                            | Russland                                             | 130 min | Arri Alexa 3D                                | |
| 2014 | Jack und das Kuckucksuhrherz                                              | Stéphane Berla, Mathias Malzieu                                              | Belgien, Frankreich                                  | 90 min  |                                              | |
| 2014 | The LEGO Movie                                                            | Phil Lord, Chris Miller                                                      | USA                                                  | 100 min | Digital 3D                                   | |
| 2014 | RoboCop                                                                   | José Padilha                                                                 | USA                                                  | 118 min | Konvertierung                                | 3D nur in China |
| 2014 | Pompeii                                                                   | Paul W. S. Anderson                                                          | Kanada, Deutschland                                  | 102 min | Cinesail 3D Systems                          | |
| 2014 | 300: Rise of an Empire                                                    | Noam Murro                                                                   | USA                                                  | 102 min | Gener8                                       | auch als IMAX 3D |
| 2014 | Die Abenteuer von Mr. Peabody & Sherman                                   | Rob Minkoff                                                                  | USA                                                  | 92 min  | Digital 3D                                   | |
| 2014 | Need for Speed                                                            | Scott Waugh                                                                  | USA                                                  | 130 min | Stereo D                                     | auch als IMAX 3D |
| 2014 | Johan und der Federkönig                                                  | Esben Toft Jacobsen                                                          | Schweden, Dänemark                                   | 78 min  |                                              | |
| 2014 | Noah                                                                      | Darren Aronofsky                                                             | USA                                                  | 138 min | Stereo D                                     | auch als IMAX 3D |
| 2014 | Naked Ambition 3D                                                         | Kung-Lok Lee                                                                 | China                                                | 107 min | Digital 3D                                   | |
| 2014 | The Return of the First Avenger                                           | Anthony und Joe Russo                                                        | USA                                                  | 136 min | Stereo D                                     | auch als IMAX 3D |
| 2014 | Island of Lemurs: Madagascar                                              | David Douglas                                                                | USA                                                  | 39 min  | IMAX 3D                                      | |
| 2014 | Rio 2 – Dschungelfieber                                                   | Carlos Saldanha                                                              | USA                                                  | 101 min | Digital 3D                                   | |
| 2014 | Kochadaiiyaan                                                             | Soundarya Rajinikanth Vishagan                                               | Indien                                               | 118 min | Motion-Capture Animated 3D                   | |
| 2014 | Born to Dance – Zwei Herzen. Ein Beat.                                    | Duane Adler                                                                  | USA, Südkorea                                        | 110 min | Digital 3D                                   | |
| 2014 | Transcendence                                                             | Wally Pfister                                                                | USA                                                  | 119 min | Stereo D                                     | IMAX 3D in China |
| 2014 | Iceman – Der Krieger aus dem Eis                                          | Wing-Cheong Law                                                              | China                                                | 104 min |                                              | |
| 2014 | The Amazing Spider-Man 2: Rise of Electro                                 | Marc Webb                                                                    | USA                                                  | 142 min | Legend3D                                     | auch als IMAX 3D |
| 2014 | Die Legende von Oz – Dorothys Rückkehr                                    | Will Finn, Daniel St. Pierre                                                 | USA                                                  | 88 min  | Digital 3D                                   | |
| 2014 | Godzilla                                                                  | Gareth Edwards                                                               | USA                                                  | 123 min | Stereo                                       | auch als IMAX 3D |
| 2014 | X-Men: Zukunft ist Vergangenheit                                          | Bryan Singer                                                                 | USA                                                  | 131 min | Arri Alexa                                   | auch als IMAX 3D |
| 2014 | Goodbye to Language                                                       | Jean-Luc Godard                                                              | Frankreich                                           | 70 min  |                                              | |
| 2014 | EDC 2013: Under the Electric Sky                                          | Dan Cutforth, Jane Lipsitz                                                   | USA                                                  | 85 min  |                                              | |
| 2014 | Maleficent – Die dunkle Fee                                               | Robert Stromberg                                                             | USA                                                  | 97 min  | Legend3D                                     | auch als IMAX 3D |
| 2014 | Edge of Tomorrow                                                          | Doug Liman                                                                   | USA                                                  | 113 min |                                              | auch als IMAX 3D |
| 2014 | Drachenzähmen leicht gemacht 2                                            | Dean DeBlois                                                                 | USA                                                  | 102 min | Digital 3D                                   | auch als IMAX 3D |
| 2014 | Transformers: Ära des Untergangs                                          | Michael Bay                                                                  | USA                                                  | 165 min | Red Epic Dragon Cameras and 3ality TS5       | auch als IMAX 3D |
| 2014 | American Mummy                                                            | Charles Pinion                                                               | USA                                                  | 82 min  | Ultra3D                                      | |
| 2014 | Planet der Affen: Revolution                                              | Matt Reeves                                                                  | USA                                                  | 130 min | Arri Alexa 3D                                | |
| 2014 | Planes 2 – Immer im Einsatz                                               | Roberts Gannaway                                                             | USA                                                  | 83 min  | Digital 3D                                   | |
| 2014 | Jing Cheng 81 hao                                                         | Wa-Man Yip                                                                   | China                                                | 90 min  |                                              | |
| 2014 | Pizza – Auf Bestellung Tod                                                | Akshay Akkineni                                                              | Indien                                               | 107 min |                                              | |
| 2014 | Hercules                                                                  | Brett Ratner                                                                 | USA                                                  | 98 min  | Stereo D                                     | auch als IMAX 3D |
| 2014 | Lucy                                                                      | Luc Besson                                                                   | Frankreich                                           | 89 min  |                                              | auch als IMAX 3D in China |
| 2014 | Long Zhi Gu: Po Xiao Qi Bing                                              | Yuefeng Song                                                                 | China                                                | 88 min  |                                              | |
| 2014 | Bai fa mo nu zhuan zhi ming yue tian guo                                  | Chi Leung Cheung                                                             | China                                                | 104 min |                                              | auch als IMAX 3D in China |
| 2014 | Guardians of the Galaxy                                                   | James Gunn                                                                   | USA                                                  | 122 min | Stereo D und Prime Focus                     | auch als IMAX 3D |
| 2014 | Step Up: All In                                                           | Trish Sie                                                                    | USA                                                  | 112 min |                                              | |
| 2014 | Teenage Mutant Ninja Turtles                                              | Jonathan Liebesman                                                           | USA                                                  | 101 min | Stereo D                                     | auch als IMAX 3D |
| 2014 | Stand by Me Doraemon                                                      | Tony Oliver, Ryuchi Yagi, Takashi Yamazakit                                  | Japan                                                | 95 min  | Digital 3D                                   | [ 11 ] |
| 2014 | Más negro que la noche                                                    | Henry Bedwell                                                                | Mexiko                                               | 110 min | Digital 3D                                   | |
| 2014 | Shockwave, Darkside                                                       | Jay Weisman                                                                  | USA                                                  | 94 min  | Digital 3D                                   | |
| 2014 | The Four 3: Final Battle                                                  | Gordon Chan                                                                  | China                                                | 106 min |                                              | [ 12 ] |
| 2014 | Sin City 2: A Dame to Kill For                                            | Frank Miller, Robert Rodriguez                                               | USA                                                  | 102 min | Arri Alexa 3D                                | |
| 2014 | Ap Bokto                                                                  | Karma Dhendup                                                                | Bhutan                                               | 53 min  |                                              | |
| 2014 | Prinz Ribbit                                                              | Chuck Powers                                                                 | Malaysia                                             | 88 min  |                                              | |
| 2014 | Creature                                                                  | Vikram Bhatt                                                                 | Indien                                               | 134 min |                                              | |
| 2014 | Der 7bte Zwerg                                                            | Boris Aljinovic, Harald Siepermann                                           | Deutschland                                          | 87 min  | Digital 3D                                   | |
| 2014 | Die Boxtrolls                                                             | Graham Annable, Anthony Stacchi                                              | USA                                                  | 96 min  | Digital 3D                                   | |
| 2014 | Pi Zi Ying Xiong 2                                                        | Yueh-Hsun Tsai                                                               | China                                                | 126 min |                                              | |
| 2014 | The Hero of Color City                                                    | Frank Gladstone                                                              | USA, Indien, China                                   | 77 min  | Digital 3D                                   | |
| 2014 | The Frogville                                                             | Jen-Hsien Yang                                                               | Taiwan                                               | 85 min  | Digital 3D                                   | [ 13 ] |
| 2014 | Shi ren chong                                                             | Vash                                                                         | China                                                | 82 min  |                                              | |
| 2014 | Manolo und das Buch des Lebens                                            | Jorge Gutiérrez                                                              | USA                                                  | 95 min  | Digital 3D                                   | |
| 2014 | Mumbai 125 KM 3D                                                          | Hemant Madhukar                                                              | Indien                                               | 100 min | Digital 3D                                   | |
| 2014 | Ouija – Spiel nicht mit dem Teufel                                        | Stiles White                                                                 | USA                                                  | 89 min  | Digital 3D                                   | |
| 2014 | Die Biene Maja – Der Kinofilm                                             | Alexs Stadermann                                                             | Deutschland                                          | 88 min  | Digital 3D                                   | |
| 2014 | Sam O’Cool – Ein schräger Vogel hebt ab                                   | Christian De Vita                                                            | Frankreich, Belgien                                  | 90 min  | Digital 3D                                   | |
| 2014 | Chaar Sahibzaade                                                          | Harry Baweja                                                                 | Indien                                               | 135 min |                                              | |
| 2014 | Baymax – Riesiges Robowabohu                                              | Don Hall, Chris Williams                                                     | USA                                                  | 98 min  | Digital 3D                                   | auch als IMAX 3D, Oscar als Bester Animationsfilm |
| 2014 | Die Tribute von Panem – Mockingjay Teil 1                                 | Francis Lawrence                                                             | USA                                                  | 122 min |                                              | |
| 2014 | Rise of the Legend                                                        | Roy Hin Yeung Chow                                                           | China                                                | 131 min |                                              | |
| 2014 | Die Pinguine aus Madagascar                                               | Eric Darnell, Simon J. Smith                                                 | USA                                                  | 92 min  | Digital 3D                                   | auch als IMAX 3D |
| 2014 | Asterix im Land der Götter                                                | Alexandre Astier, Louis Clichy                                               | Frankreich, Belgien                                  | 84 min  | Digital 3D                                   | |
| 2014 | Clever & Smart – In geheimer Mission                                      | Javier Fesser                                                                | Spanien                                              | 88 min  | Digital 3D                                   | |
| 2014 | The Crossing                                                              | John Woo                                                                     | China                                                | 129 min |                                              | auch als IMAX 3D in China |
| 2014 | Exodus: Götter und Könige                                                 | Ridley Scott                                                                 | USA, UK                                              | 150 min | Red Epic Dragon Cameras and 3ality TS5 Rigs  | auch als IMAX 3D |
| 2014 | Der Hobbit: Die Schlacht der Fünf Heere                                   | Peter Jackson                                                                | Neuseeland, USA                                      | 144 min | Red Epic Dragon Cameras and 3ality TS5 Rigs  | auch als IMAX 3D |
| 2014 | Yi bu zhi yao                                                             | Wen Jiang                                                                    | China                                                | 140 min |                                              | auch als IMAX 3D |
| 2014 | Die letzte Schlacht am Tigerberg                                          | Tsui Hark                                                                    | China                                                | 141 min |                                              | auch als IMAX 3D |
| 2015 | 96 Hours – Taken 3                                                        | Olivier Megaton                                                              | Frankreich                                           | 109 min |                                              | auch als IMAX 3D in China |
| 2015 | Paper Planes – Träumen Emus vom Fliegen?                                  | Robert Connolly                                                              | Australien                                           | 96 min  |                                              | |
| 2015 | Outcast – Die letzten Tempelritter                                        | Nich Powell                                                                  | Kanada, China, USA, Frankreich                       | 99 min  |                                              | 3D nur in China |
| 2015 | Seventh Son                                                               | Sergei Bodrow                                                                | USA, UK, Kanada                                      | 102 min | Stereo D                                     | auch als IMAX 3D |
| 2015 | Jupiter Ascending                                                         | Wachowskis                                                                   | USA, Australien                                      | 127 min | Genr8 und Legend3D                           | auch als IMAX 3D |
| 2015 | SpongeBob Schwammkopf 3D                                                  | Paul Tibbitt                                                                 | USA                                                  | 92 min  | Stereo D                                     | |
| 2015 | Der letzte Wolf                                                           | Jean-Jacques Annaud                                                          | Frankreich, China                                    | 115 min |                                              | auch als IMAX 3D |
| 2015 | Dragon Blade                                                              | Daniel Lee                                                                   | China                                                | 99 min  |                                              | auch als IMAX 3D |
| 2015 | Du cheng feng yun II                                                      | Jing Wong                                                                    | China                                                | 109 min |                                              | |
| 2015 | Snow Girl and the Dark Crystal                                            | Peter Pau, Tianyu Zhao                                                       | China                                                | 118 min |                                              | |
| 2015 | Die Bestimmung – Insurgent                                                | Robert Schwentke                                                             | USA                                                  | 119 min |                                              | auch als IMAX 3D |
| 2015 | Home – Ein smektakulärer Trip                                             | Tim Johnson                                                                  | USA                                                  | 94 min  | Digital 3D                                   | |
| 2015 | Jean-Michel Cousteau’s Secret Ocean 3D                                    | Jean-Michel Cousteau                                                         | USA                                                  | 40 min  |                                              | auch als IMAX 3D |
| 2015 | Every Thing Will Be Fine                                                  | Wim Wenders                                                                  | Deutschland, Kanada, Norwegen, Schweden              | 119 min |                                              | |
| 2015 | Wolf Warrior                                                              | Wu Jing                                                                      | China                                                | 90 min  |                                              | |
| 2015 | Fast & Furious 7                                                          | James Wan                                                                    | USA                                                  | 137 min | Stereo D                                     | auch als IMAX 3D |
| 2015 | Pourquoi j’ai pas mangé mon père                                          | Jamel Debbouze                                                               | Frankreich                                           | 101 min |                                              | |
| 2015 | Ooops! Die Arche ist weg…                                                 | Toby Genkel, Sean McCormack                                                  | Deutschland, Luxemburg, Belgien, Irland              | 87 min  | Digital 3D                                   | |
| 2015 | Guardianes de Oz                                                          | Alberto Mar                                                                  | Mexiko, Indien                                       | 86 min  |                                              | |
| 2015 | Mr. X                                                                     | Vikram Bhatt                                                                 | Indien                                               | 133 min |                                              | |
| 2015 | Dragonball Z: Resurrection ‚F‘                                            | Tadayoshi Yamamuro                                                           | Japan                                                | 94 min  |                                              | auch als IMAX 3D |
| 2015 | Avengers: Age of Ultron                                                   | Joss Whedon                                                                  | USA                                                  | 141 min | Stereo D                                     | auch als IMAX 3D |
| 2015 | Mad Max: Fury Road                                                        | George Miller                                                                | Australien                                           | 120 min | Stereo D                                     | auch als IMAX 3D |
| 2015 | Poltergeist                                                               | Gil Kenan                                                                    | USA                                                  | 93 min  | Legend3D                                     | |
| 2015 | 3 Bahadur                                                                 | Sharmeen Obaid-Chinoy                                                        | Pakistan                                             | 94 min  |                                              | |
| 2015 | San Andreas                                                               | Brad Peyton                                                                  | USA                                                  | 114 min | Stereo D                                     | auch als IMAX 3D |
| 2015 | Jurassic World                                                            | Colin Trevorrow                                                              | USA                                                  | 124 min | Stereo D                                     | auch als IMAX 3D |
| 2015 | Lethal Warrior                                                            | Soi Cheang                                                                   | China                                                | 120 min |                                              | |
| 2015 | Alles steht Kopf                                                          | Pete Docter, Ronnie del Carmen                                               | USA                                                  | 94 min  | Digital 3D                                   | auch als IMAX 3D, Oscar als Bester Animationsfilm |
| 2015 | Any Body Can Dance 2                                                      | Remo D’Souza                                                                 | Indien                                               | 154 min |                                              | |
| 2015 | Voll auf die Nuss                                                         | Ross Venokur                                                                 | USA                                                  | 83 min  |                                              | |
| 2015 | Yeonpyeong haejeon                                                        | Kim Hak-soon                                                                 | China                                                | 130 min |                                              | |
| 2015 | Terminator: Genisys                                                       | Alan Taylor                                                                  | USA                                                  | 126 min | Stereo D                                     | auch als IMAX 3D |
| 2015 | Dao shi xia shan                                                          | Kaige Shen                                                                   | China                                                | 123 min |                                              | auch als IMAX 3D |
| 2015 | Baahubali                                                                 | S.S. Rajamouli                                                               | Indien                                               | 159 min |                                              | |
| 2015 | Qin, bie pa                                                               | Yu Dange, Cao Anjun                                                          | China                                                | 88 min  |                                              | |
| 2015 | Minions                                                                   | Pierre Coffin, Kyle Balda                                                    | USA                                                  | 91 min  | Digital 3D                                   | auch als IMAX 3D |
| 2015 | Love                                                                      | Gaspar Noé                                                                   | Frankreich, Belgien                                  | 141 min |                                              | |
| 2015 | Monster Hunt                                                              | Raman Hui                                                                    | China                                                | 117 min |                                              | auch als IMAX 3D |
| 2015 | Ant-Man                                                                   | Peyton Reed                                                                  | USA                                                  | 117 min | Stereo D                                     | auch als IMAX 3D |
| 2015 | Ao la xing: jin ji sheng dian                                             | Frankie Chung                                                                | China                                                | 92 min  |                                              | |
| 2015 | Pixels                                                                    | Chris Columbus                                                               | USA                                                  | 106 min | Gener8 und Prime Focus                       | auch als IMAX 3D |
| 2015 | Tong ling zhi liu shi gu zhai                                             | Danny Pang                                                                   | China                                                | 87 min  |                                              | |
| 2015 | Der Kleine Prinz                                                          | Mark Osborne                                                                 | Frankreich                                           | 108 min |                                              | |
| 2015 | Ein Eierfilm 3                                                            | Gabriel Riva Palacio Alatristen, Rodolfo Riva Palacio Alatriste              | Mexiko, Spanien                                      | 98 min  | Digital 3D                                   | |
| 2015 | Einmal Mond und zurück                                                    | Enrique Gato                                                                 | Spanien                                              | 94 min  | Digital 3D                                   | |
| 2015 | Hua li shang ban zu                                                       | Johnnie To                                                                   | China                                                | 119 min |                                              | |
| 2015 | Blinky Bill – Das Meer der weißen Drachen                                 | Deane Taylor                                                                 | Australien, Irland, Indien                           | 93 min  | Digital 3D                                   | |
| 2015 | Everest                                                                   | Baltasar Kormákur                                                            | UK, USA, Irland                                      | 120 min | Stereo D                                     | auch als IMAX 3D |
| 2015 | Maze Runner – Die Auserwählten in der Brandwüste                          | Wes Ball                                                                     | USA                                                  | 131 min | Stereo D                                     | auch als IMAX 3D |
| 2015 | Hotel Transsilvanien 2                                                    | Genndy Tartakovsky                                                           | USA                                                  | 89 min  | Digital 3D                                   | |
| 2015 | Mo jing                                                                   | Sung-ho Kim, Danny Pang, Pakphum Wongjinda                                   | China, Südkorea                                      | 90 min  |                                              | |
| 2015 | Die Chroniken des Geistertempels                                          | Chuan Lu                                                                     | China                                                | 118 min |                                              | |
| 2015 | Der Marsianer – Rettet Mark Watney                                        | Ridley Scott                                                                 | UK, USA                                              | 141 min | Prime Focus                                  | auch als IMAX 3D |
| 2015 | Pan                                                                       | Joe Wright                                                                   | UK, USA, Australien                                  | 112 min | Gener8 und Prime Focus                       | auch als IMAX 3D |
| 2015 | The Walk                                                                  | Robert Zemeckis                                                              | USA                                                  | 123 min | Legend3D                                     | auch als IMAX 3D |
| 2015 | Rudhramadevi                                                              | Gunasekhar                                                                   | Indien                                               | 157 min |                                              | |
| 2015 | Gamba: Ganba to nakamatachi                                               | Tomohiro Kawamura, Yoshihiro Komori                                          | Japan                                                | 92 min  | Digital 3D                                   | |
| 2015 | Mune, der Wächter des Mondes                                              | Alexandre Heboyan, Benoît Philippon                                          | Frankreich                                           | 85 min  |                                              | |
| 2015 | Gänsehaut                                                                 | Rob Letterman                                                                | USA, Australien                                      | 103 min |                                              | |
| 2015 | Paranormal Activity: Ghost Dimension                                      | Gregory Plotkin                                                              | USA                                                  | 88 min  |                                              | |
| 2015 | Long zai na li                                                            | Sing-Choong Foo, Betty Tang                                                  | China                                                | 97 min  |                                              | |
| 2015 | Tu zi zhon de huo hu li                                                   | Ge Shuiying                                                                  | China                                                | 83 min  | Digital 3D                                   | |
| 2015 | Don Gato: El Inicio de la Pandilla                                        | Andrés Couturier                                                             | Mexiko                                               | 89 min  | Digital 3D                                   | |
| 2015 | Die Peanuts – Der Film                                                    | Steve Martino                                                                | USA                                                  | 93 min  | Digital 3D                                   | |
| 2015 | Savva – Ein Held rettet die Welt                                          | Maxim Fadejew                                                                | Russland, UK                                         | 85 min  |                                              | |
| 2015 | Die Tribute von Panem – Mockingjay Teil 2                                 | Francis Lawrence                                                             | USA                                                  | 137 min | Legend3D                                     | auch als IMAX 3D |
| 2015 | Arlo & Spot                                                               | Peter Sohn                                                                   | USA                                                  | 94 min  | Digital 3D                                   | |
| 2015 | Dragon – Love Is a Scary Tale                                             | Indar Dzhendubaev                                                            | Russland                                             | 110 min |                                              | |
| 2015 | Bu ke si yi                                                               | Sun Zhou                                                                     | China                                                | 94 min  |                                              | |
| 2015 | Im Herzen der See                                                         | Ron Howard                                                                   | USA                                                  | 121 min | Stereo D                                     | auch als IMAX 3D |
| 2015 | Mojin – The Lost Legend                                                   | Wuershan                                                                     | China                                                | 127 min |                                              | auch als IMAX 3D in China |
| 2015 | Star Wars: Das Erwachen der Macht                                         | J. J. Abrams                                                                 | USA                                                  | 135 min | Stereo D                                     | auch als IMAX 3D |
| 2015 | Ip Man 3                                                                  | Wilson Yip                                                                   | China                                                | 105 min |                                              | |
| 2015 | Point Break                                                               | Ericson Core                                                                 | USA, Deutschland, China                              | 114 min | Stereo D                                     | auch als IMAX 3D |
| 2016 | Survival Game                                                             | Sarik Andreasyan                                                             | Russland                                             | 90 min  |                                              | |
| 2016 | Bogatyrsha                                                                | Olga Lopato                                                                  | Russland                                             | 79 min  |                                              | |
| 2016 | Americano                                                                 | Ricardo Arnaiz, Mike Kunkel, Raul Garcia                                     | Mexiko                                               | 87 min  | Digital 3D                                   | |
| 2016 | Kung Fu Panda 3                                                           | Jennifer Yuh Nelson, Alessandro Carloni                                      | USA, China                                           | 95 min  | Digital 3D                                   | auch als IMAX 3D |
| 2016 | The Finest Hours                                                          | Craig Gillespie                                                              | Australien                                           | 117 min |                                              | auch als IMAX 3D |
| 2016 | Xi you ji zhi: Sun Wukong san da Baigu Jing                               | Soi Cheang                                                                   | China                                                | 119 min |                                              | auch als IMAX 3D |
| 2016 | The Mermaid                                                               | Stephen Chow                                                                 | China                                                | 94 min  | STEREOTEC 3D                                 | |
| 2016 | Quackerz                                                                  | Viktor Lakisov                                                               | Russland                                             | 81 min  |                                              | |
| 2016 | Crouching Tiger, Hidden Dragon: Sword of Destiny                          | Yuen Woo-ping                                                                | USA, China                                           | 96 min  |                                              | auch als IMAX 3D |
| 2016 | Gods of Egypt                                                             | Alex Proyas                                                                  | USA, Australien                                      | 128 min | Konvertierung                                | auch als IMAX 3D |
| 2016 | BoBoiBoy: The Movie                                                       | Nizam Razak                                                                  | Malaysia                                             | 90 min  | Digital 3D                                   | |
| 2016 | Zoomania                                                                  | Byron Howard. Rich Moore                                                     | USA                                                  | 104 min | Digital 3D                                   | auch als IMAX 3D, Oscar als Bester Animationsfilm |
| 2016 | Die Bestimmung – Allegiant                                                | Robert Schwentke                                                             | USA                                                  | 120 min |                                              | auch als IMAX 3D |
| 2016 | Batman v Superman: Dawn of Justice                                        | Zack Snyder                                                                  | USA                                                  | 152 min | Gener8                                       | auch als IMAX 3D |
| 2016 | Robinson Crusoe                                                           | Vincent Kesteloot, Ben Stassen                                               | Belgien, Frankreich                                  | 90 min  | Digital 3D                                   | |
| 2016 | The Jungle Book                                                           | Jon Favreau                                                                  | USA                                                  | 105 min |                                              | |
| 2016 | Final Take-Off – Einsame Entscheidung                                     | Nikolai Lebedew                                                              | Russland, Kambodscha                                 | 138 min |                                              | auch als IMAX 3D in China und Russland |
| 2016 | The Huntsman & The Ice Queen                                              | Cedric Nicolas-Troyan                                                        | USA                                                  | 114 min |                                              | |
| 2016 | Völlig von der Wolle – Ein määährchenhaftes Kuddelmuddel                  | Andrey Galat, Maxim Volkov                                                   | Russland                                             | 85 min  |                                              | |
| 2016 | Ratchet & Clank                                                           | Kevin Munroe                                                                 | USA, Kanada                                          | 94 min  |                                              | |
| 2016 | Mo gong mei ying                                                          | Wai-Man Yip                                                                  | China                                                | 103 min |                                              | |
| 2016 | A Beautiful Planet                                                        | Toni Myers                                                                   | USA                                                  | 46 min  | Digital 3D                                   | auch als IMAX 3D |
| 2016 | The First Avenger: Civil War                                              | Anthony und Joe Russo                                                        | USA                                                  | 147 min | Stereo D und Prime Focus                     | auch als IMAX 3D |
| 2016 | Angry Birds – Der Film                                                    | Clay Kaytis, Fergal Reilly                                                   | Finnland, USA                                        | 97 min  | Digital 3D                                   | |
| 2016 | Alice im Wunderland: Hinter den Spiegeln                                  | James Bobin                                                                  | USA                                                  | 113 min | Legend3D und Prime Focus                     | auch als IMAX 3D |
| 2016 | X-Men: Apocalypse                                                         | Bryan Singer                                                                 | USA                                                  | 144 min | Red Epic Dragon Cameras und 3ality TS5 Rigs  | auch als IMAX 3D |
| 2016 | Teenage Mutant Ninja Turtles: Out of the Shadows                          | Dave Green                                                                   | USA                                                  | 112 min | Prime Focus                                  | auch als IMAX 3D |
| 2016 | Warcraft: The Beginning                                                   | Duncan Jones                                                                 | USA                                                  | 123 min | Prime Focus                                  | auch als IMAX 3D |
| 2016 | Findet Dorie                                                              | Andrew Stanton                                                               | USA                                                  | 103 min | Digital 3D                                   | auch als IMAX 3D |
| 2016 | Independence Day: Wiederkehr                                              | Roland Emmerich                                                              | USA                                                  | 121 min | Legend3D                                     | auch als IMAX 3D |
| 2016 | BFG – Big Friendly Giant                                                  | Steven Spielberg                                                             | USA                                                  | 117 min | Stereo D                                     | auch als IMAX 3D |
| 2016 | Legend of Tarzan                                                          | David Yates                                                                  | Australien, UK, USA                                  | 110 min | Prime Focus                                  | auch als IMAX 3D |
| 2016 | Pets                                                                      | Chris Renaud, Yarrow Cheney                                                  | USA                                                  | 88 min  | Digital 3D                                   | auch als IMAX 3D |
| 2016 | Rock Dog                                                                  | Ash Brannon                                                                  | China, USA                                           | 90 min  | Digital 3D                                   | |
| 2016 | Hon zin 2                                                                 | Lok Man Leung, Kim-Ching Luk                                                 | China                                                | 110 min |                                              | auch als IMAX 3D in China und Taiwan |
| 2016 | Bigfish & Begonia: Zwei Welten – Ein Schicksal                            | Xuan Liang, Chun Zhang                                                       | China                                                | 100 min | Digital 3D                                   | |
| 2016 | Ghostbusters                                                              | Paul Feig                                                                    | USA                                                  | 116 min | Legend3D                                     | auch als IMAX 3D |
| 2016 | Ice Age 5 – Kollision voraus!                                             | Mike Thurmeier                                                               | USA                                                  | 94 min  | Digital 3D                                   | auch als IMAX 3D |
| 2016 | Star Trek Beyond                                                          | Justin Lin                                                                   | USA                                                  | 123 min | Stereo D                                     | auch als IMAX 3D |
| 2016 | Skiptrace                                                                 | Renny Harlin                                                                 | China                                                | 108 min |                                              | auch als IMAX 3D |
| 2016 | Jason Bourne                                                              | Paul Greengrass                                                              | USA                                                  | 123 min | Stereo D                                     | auch als IMAX 3D |
| 2016 | Feng shen chuan qi                                                        | Koan Hui                                                                     | China                                                | 109 min | Gener8                                       | auch als IMAX 3D |
| 2016 | Suicide Squad                                                             | David Ayer                                                                   | USA                                                  | 123 min | Gener8                                       | auch als IMAX 3D |
| 2016 | Dao mu bi ji                                                              | Daniel Lee                                                                   | China                                                | 124 min |                                              | |
| 2016 | Rudorufu to Ippaiattena                                                   | Motonori Sakakibara, Kunihiko Yuyama                                         | Japan                                                | 89 min  | Digital 3D                                   | |
| 2016 | Elliot, der Drache                                                        | David Lowery                                                                 | USA                                                  | 103 min | Gener8                                       | |
| 2016 | Call of Heroes                                                            | Benny Chan                                                                   | China                                                | 120 min |                                              | |
| 2016 | Ben Hur                                                                   | Timur Bekmambetov                                                            | USA, Italien                                         | 125 min | Legend3D                                     | auch als IMAX 3D |
| 2016 | Kubo – Der tapfere Samurai                                                | Travis Knight                                                                | USA                                                  | 102 min | Digital 3D                                   | |
| 2016 | Throne of Elves – Die Chroniken von Altera                                | Yi Ge, Yuefeng Song                                                          | China                                                | 99 min  |                                              | |
| 2016 | Bilal – Keine Ketten können dein Herz aufhalten                           | Khurram H. Alavi, Ayman Jamal                                                | VAE                                                  | 105 min |                                              | |
| 2016 | My War                                                                    | Oxide Chun Pang                                                              | China                                                | 120 min |                                              | auch als IMAX 3D in China |
| 2016 | Störche – Abenteuer im Anflug                                             | Nicholas Stoller, Doug Sweetland                                             | USA                                                  | 87 min  | Digital 3D                                   | |
| 2016 | Der Duellist                                                              | Alexei Misgirjow                                                             | Russland                                             | 109 min |                                              | |
| 2016 | Die Insel der besonderen Kinder                                           | Tim Burton                                                                   | USA, UK                                              | 127 min | Stereo D                                     | |
| 2016 | Jue ji                                                                    | Jingming Guo                                                                 | China                                                | 118 min |                                              | auch als IMAX 3D in China |
| 2016 | Jing xin po                                                               | Ken Wu                                                                       | China                                                | 106 min |                                              | |
| 2016 | Doctor Strange                                                            | Scott Derrickson                                                             | USA                                                  | 115 min | Legend3D, Prime Focus und Stereo D           | auch als IMAX 3D |
| 2016 | Trolls                                                                    | Mike Mitchell                                                                | USA                                                  | 93 min  | Digital 3D                                   | |
| 2016 | Die irre Heldentour des Billy Lynn                                        | Ang Lee                                                                      | USA, UK, China                                       | 113     | Sony F65 with STEREOTEC Lightweight Rigs     | |
| 2016 | Phantastische Tierwesen und wo sie zu finden sind                         | David Yates                                                                  | USA, UK                                              | 133 min | Legend3D, Prime Focus und Stereo D           | auch als IMAX 3D |
| 2016 | The Warriors Gate                                                         | Matthias Hoene                                                               | Frankreich, China                                    | 101 min |                                              | |
| 2016 | Vaiana                                                                    | Ron Clements, John Musker                                                    | USA                                                  | 103 min | Digital 3D                                   | |
| 2016 | Sword Master                                                              | Tung-Shing Yee                                                               | China                                                | 108 min |                                              | |
| 2016 | Ballerina                                                                 | Éric Summer, Éric Warin                                                      | Frankreich, Kanada                                   | 89 min  | Digital 3D                                   | |
| 2016 | The Great Wall                                                            | Zhang Yimou                                                                  | China                                                | 103 min | Stereo D                                     | auch als IMAX 3D |
| 2016 | 3 Bahadur: The Revenge of Baba Balaam                                     | Sharmeen Obaid-Chinoy                                                        | Pakistan                                             | 107 min |                                              | |
| 2016 | Rogue One: A Star Wars Story                                              | Gareth Edwards                                                               | USA                                                  | 134 min | Stereo D                                     | auch als IMAX 3D |
| 2016 | Assassin’s Creed                                                          | Justin Kurzel                                                                | USA                                                  | 115 min | Stereo D                                     | auch als IMAX 3D |
| 2016 | Passengers                                                                | Morten Tyldum                                                                | USA                                                  | 116 min |                                              | |
| 2016 | Sing                                                                      | Garth Jennings                                                               | USA                                                  | 108 min | Digital 3D                                   | auch als IMAX 3D in China und Japan |
| 2017 | Underworld: Blood Wars                                                    | Anna Foerster                                                                | USA                                                  | 92 min  | Legend3D                                     | |
| 2017 | Monster Trucks                                                            | Chris Wedge                                                                  | USA                                                  | 105 min | Prime Focus, Legend3D und Stereo D           | |
| 2017 | Ritter Rost 2 – Das Schrottkomplott                                       | Thomas Bodenstein, Marcus Haman                                              | Deutschland                                          | 87 min  | Digital 3D                                   | |
| 2017 | XXx: Die Rückkehr des Xander Cage                                         | D. J. Caruso                                                                 | USA                                                  | 107 min | Stereo D                                     | auch als IMAX 3D |
| 2017 | Attraction                                                                | Fjodor Bondartschuk                                                          | Russland                                             | 137 min |                                              | auch als IMAX 3D in Russland |
| 2017 | Resident Evil: The Final Chapter                                          | Paul W. S. Anderson                                                          | USA, UK, Deutschland, Frankreich, Kanada, Australien | 106 min | Legend3D                                     | auch als IMAX 3D |
| 2017 | Journey to the West: Demon Chapter                                        | Tsui Hark                                                                    | China                                                | 108 min |                                              | auch als IMAX 3D in China |
| 2017 | The LEGO Batman Movie                                                     | Chris McKay                                                                  | USA                                                  | 105 min | Digital 3D                                   | |
| 2017 | The Game Changer                                                          | Xixi Gao                                                                     | China                                                | 140 min |                                              | |
| 2017 | Kong: Skull Island                                                        | Jordan Vogt-Roberts                                                          | USA                                                  | 118 min | Prime Focus                                  | auch als IMAX 3D |
| 2017 | Die Schöne und das Biest                                                  | Bill Condon                                                                  | USA                                                  | 130 min | Prime Focus                                  | auch als IMAX 3D |
| 2017 | Ghost in the Shell                                                        | Rupert Sanders                                                               | USA, Indien, China                                   | 107 min | Prime Focus                                  | auch als IMAX 3D |
| 2017 | The Boss Baby                                                             | Tom McGrath                                                                  | USA                                                  | 98 min  | Digital 3D                                   | |
| 2017 | Die Zeit der Ersten                                                       | Dimitri Kisseljow                                                            | Russland                                             | 137 min | Digital 3D                                   | |
| 2017 | Die Schlümpfe – Das verlorene Dorf                                        | Kelly Asbury                                                                 | USA                                                  | 90 min  | Digital 3D                                   | |
| 2017 | Fast & Furious 8                                                          | F. Gary Gray                                                                 | USA                                                  | 149 min | Stereo D                                     | auch als IMAX 3D |
| 2017 | Guardians of the Galaxy Vol. 2                                            | James Gunn                                                                   | USA                                                  | 136 min | Stereo D und Southbay                        | auch als IMAX 3D |
| 2017 | King Arthur: Legend of the Sword                                          | Guy Ritchie                                                                  | USA, UK, Australien                                  | 127 min | Prime Focus, Legend3D und Stereo D           | auch als IMAX 3D |
| 2017 | Sahara                                                                    | Pierre Coré                                                                  | Frankreich, Kanada                                   | 84 min  |                                              | |
| 2017 | Pirates of the Caribbean: Salazars Rache                                  | Joachim Rønning, Espen Sandberg                                              | USA                                                  | 129 min | Legend3D und Prime Focus                     | auch als IMAX 3D |
| 2017 | Wonder Woman                                                              | Patty Jenkins                                                                | USA                                                  | 141 min | Gener8                                       | auch als IMAX 3D |
| 2017 | Captain Underpants – Der supertolle erste Film                            | David Soren                                                                  | USA                                                  | 89 min  |                                              | |
| 2017 | Die Mumie                                                                 | Alex Kurtzman                                                                | USA                                                  | 111 min | Stereo D                                     | auch als IMAX 3D |
| 2017 | Cars 3: Evolution                                                         | Brian Fee                                                                    | USA                                                  | 102 min | Digital 3D                                   | auch als IMAX 3D |
| 2017 | Transformers: The Last Knight                                             | Michael Bay                                                                  | USA                                                  | 149 min | Arri Alexa IMAX, Red Epic, Red Weapon        | auch als IMAX 3D |
| 2017 | Ich – Einfach unverbesserlich 3                                           | Pierre Coffin, Kyle Balda                                                    | USA                                                  | 90 min  | Digital 3D                                   | auch als IMAX 3D |
| 2017 | Spider-Man: Homecoming                                                    | Jon Watts                                                                    | USA                                                  | 133 min | Stereo D und Legend3D                        | auch als IMAX 3D |
| 2017 | Immortal Demon Slayer                                                     | Chi-Kin Kwok                                                                 | China                                                | 123 min |                                              | auch als IMAX 3D in China |
| 2017 | Planet der Affen: Survival                                                | Matt Reeves                                                                  | USA                                                  | 140 min | Stereo D und Prime Focus                     | auch als IMAX 3D in China und Japan |
| 2017 | Valerian – Die Stadt der tausend Planeten                                 | Luc Besson                                                                   | Frankreich                                           | 138 min |                                              | auch als IMAX 3D |
| 2017 | Bigfoot junior                                                            | Jérémie Degruson, Ben Stassen                                                | Belgien, Frankreich                                  | 92 min  | Digital 3D                                   | |
| 2017 | Die Dschungelhelden – Das große Kinoabenteuer                             | David Alaux                                                                  | Frankreich                                           | 90 min  | Digital 3D                                   | |
| 2017 | Wolf Warrior 2                                                            | Wu jing                                                                      | China                                                | 121 min |                                              | |
| 2017 | Emoji – Der Film                                                          | Tony Leondis                                                                 | USA                                                  | 86 min  | Digital 3D                                   | |
| 2017 | Once Upon a Time                                                          | Anthony LaMolinara, Xiaoding Zhao                                            | China                                                | 109 min |                                              | |
| 2017 | Operation: Nussknacker 2 – Voll auf die Nüsse                             | Cal Brunker                                                                  | USA, Kanada, Südkorea                                | 91 min  | Digital 3D                                   | |
| 2017 | Jiao zhu zhuan                                                            | Lei Yang                                                                     | China                                                | 108 min |                                              | auch als IMAX 3D in China |
| 2017 | Happy Family                                                              | Holger Tappe                                                                 | Deutschland, UK                                      | 96 min  | Digital 3D                                   | |
| 2017 | Deep                                                                      | Julio Soto Gurpide                                                           | USA, Spanien                                         | 92 min  | Digital 3D                                   | |
| 2017 | Terminator 2 – Tag der Abrechnung                                         | James Cameron                                                                | USA                                                  | 137 min | Konvertierung                                | 3D-Konvertierung des Films von 1991 |
| 2017 | Tad Stones und das Geheimnis von Köng Midas                               | David Alonso, Enrique Gato                                                   | Spanien                                              | 85 min  | Digital 3D                                   | |
| 2017 | Harvie und das magische Museum                                            | Martin Kotík                                                                 | Tschechien                                           | 86 min  |                                              | |
| 2017 | Kingsman: The Golden Circle                                               | Matthew Vaughn                                                               | UK, USA                                              | 141 min | Stereo D                                     | auch als IMAX 3D |
| 2017 | The LEGO Ninjago Movie                                                    | Charlie Bean, Paul Fisher, Bob Logan                                         | USA, Dänemark                                        | 101 min | Digital 3D                                   | |
| 2017 | The Foreigner                                                             | Martin Campbell                                                              | UK, USA, China                                       | 113 min |                                              | auch als IMAX 3D in China |
| 2017 | Der kleine Vampir                                                         | Richard Claus, Karsten Kiilerich                                             | Niederlande                                          | 83 min  | Digital 3D                                   | |
| 2017 | Salyut-7                                                                  | Klim Schipenko                                                               | Russland                                             | 111 min |                                              | auch als IMAX 3D in Russland |
| 2017 | Blade Runner 2049                                                         | Denis Villeneuve                                                             | USA                                                  | 163 min | Stereo D                                     | auch als IMAX 3D |
| 2017 | Condorito: la película                                                    | Alex Orrelle, Eduardo Schuldt                                                | Chile, Peru, Mexiko, Argentinien                     | 88 min  | Digital 3D                                   | |
| 2017 | Dino King 3D: Journey to Fire Mountain                                    | Han Sang-Ho                                                                  | China, Südkorea                                      | 92 min  |                                              | |
| 2017 | Geostorm                                                                  | Dean Devlin                                                                  | USA                                                  | 109 min |                                              | |
| 2017 | Into the Rainbow                                                          | Norman Stone, Gary Wing-Lun Mak                                              | China, Neuseeland                                    | 88 min  |                                              | |
| 2017 | Lajka                                                                     | Aurel Klimt                                                                  | Tschechien                                           | 88 min  | Digital 3D                                   | |
| 2017 | Shen mi bao zang                                                          | Gordon Chan, Ronald Cheng                                                    | China                                                |         |                                              | |
| 2017 | Thor: Tag der Entscheidung                                                | Taika Waititi                                                                | USA                                                  | 130 min | Stereo D und Legend3D                        | auch als IMAX 3D |
| 2017 | Justice League                                                            | Zack Snyder                                                                  | USA                                                  | 120 min | Gener8                                       | auch als IMAX 3D |
| 2017 | Coco – Lebendiger als das Leben!                                          | Lee Unkrich                                                                  | USA                                                  | 105 min | Digital 3D                                   | auch als IMAX 3D, Oscar als bester Animationsfilm |
| 2017 | Star Wars: Die letzten Jedi                                               | Rian Johnson                                                                 | USA                                                  | 152 min | Stereo D                                     | auch als IMAX 3D |
| 2017 | Ferdinand – Geht STIERisch ab!                                            | Carlos Saldanha                                                              | USA                                                  | 109 min | Digital 3D                                   | |
| 2017 | The Thousand Faces of Dunjia                                              | Woo-Ping Yuen                                                                | China                                                | 113 min |                                              | auch als IMAX 3D in China |
| 2017 | Jumanji: Willkommen im Dschungel                                          | Jake Kasdan                                                                  | USA                                                  | 119 min | Gener8                                       | auch als IMAX 3D |
| 2017 | Wonders of the Sea 3D                                                     | Jean-Michel Cousteau, Jean-Jacques Mantello                                  | Frankreich, UK                                       | 82 min  |                                              | |
| 2017 | Bleeding Steel                                                            | Leo Zhang                                                                    | China                                                | 110 min |                                              | auch als IMAX 3D in China |
| 2018 | Padmaavat                                                                 | Sanjay Leela Bhansali                                                        | Indien                                               | 163 min |                                              | |
| 2018 | Maze Runner – Die Auserwählten in der Todeszone                           | Wes Ball                                                                     | USA                                                  | 142 min |                                              | auch als IMAX 3D |
| 2018 | Black Panther                                                             | Ryan Coogler                                                                 | USA                                                  | 134 min | Stereo D, DNEG und Legend3D                  | auch als IMAX 3D |
| 2018 | Hong hai xing dong                                                        | Dante Lam                                                                    | China                                                | 142 min |                                              | auch als IMAX 3D in China |
| 2018 | Monster Hunt 2                                                            | Raman Hui                                                                    | China                                                | 110 min | Digital 3D                                   | |
| 2018 | Das Zeiträtsel                                                            | Ava DuVernay                                                                 | USA                                                  | 110 min | Gener8 und Legend3D                          | auch als IMAX 3D |
| 2018 | Tomb Raider                                                               | Roar Uthaug                                                                  | USA                                                  | 118 min | Southbay                                     | auch als IMAX 3D |
| 2018 | Pacific Rim: Uprising                                                     | Steven S. DeKnight                                                           | USA                                                  | 111 min | Prime Focus                                  | auch als IMAX 3D |
| 2018 | Sherlock Gnomes                                                           | John Stevenson                                                               | USA                                                  | 86 min  | Digital 3D                                   | |
| 2018 | Ready Player One                                                          | Steven Spielberg                                                             | USA                                                  | 140 min | Stereo D                                     | auch als IMAX 3D |
| 2018 | Just a Breath Away                                                        | Daniel Roby                                                                  | Frankreich                                           | 89 min  |                                              | |
| 2018 | Rampage – Big Meets Bigger                                                | Brad Peyton                                                                  | USA                                                  | 107 min | Stereo D                                     | auch als IMAX 3D |
| 2018 | Avengers: Infinity War                                                    | Anthony und Joe Russo                                                        | USA                                                  | 149 min | Stereo D und DNEG                            | auch als IMAX 3D |
| 2018 | Solo: A Star Wars Story                                                   | Ron Howard                                                                   | USA                                                  | 135 min | Stereo D                                     | auch als IMAX 3D |
| 2018 | Race 3                                                                    | Remo D’Souza                                                                 | Indien                                               | 160 min | DNEG                                         | |
| 2018 | Jurassic World: Das gefallene Königreich                                  | Juan Antonio Bayona                                                          | USA                                                  | 128 min | Stereo D                                     | auch als IMAX 3D |
| 2018 | Animal World                                                              | Yan Han                                                                      | China                                                | 132 min |                                              | auch als IMAX 3D |
| 2018 | Ant-Man and the Wasp                                                      | Peyton Reed                                                                  | USA                                                  | 118 min | Stereo D, DNEG und Legend3D                  | auch als IMAX 3D |
| 2018 | Hotel Transsilvanien 3 – Ein Monster Urlaub                               | Genndy Tartakovsky                                                           | USA                                                  | 97 min  | Digital 3D                                   | |
| 2018 | Skyscraper                                                                | Rawson Marshall Thurber                                                      | USA                                                  | 102 min | Stereo D                                     | auch als IMAX 3D |
| 2018 | Mission: Impossible – Fallout                                             | Christopher McQuarrie                                                        | USA                                                  | 147 min | Prime Focus                                  | auch als IMAX 3D |
| 2018 | Detective Dee und die Legende der vier himmlischen Könige                 | Tsui Hark                                                                    | China                                                | 126 min | Stereotec 3D                                 | auch als IMAX 3D |
| 2018 | Meg                                                                       | Jon Turteltaub                                                               | USA                                                  | 113 min | Legend3D                                     | auch als IMAX 3D |
| 2018 | Alpha                                                                     | Albert Hughes                                                                | USA                                                  | 96 min  | Legend3D                                     | auch als IMAX 3D |
| 2018 | Predator – Upgrade                                                        | Shane Black                                                                  | USA                                                  | 107 min |                                              | auch als IMAX 3D |
| 2018 | Smallfoot – Ein eisigartiges Abenteuer                                    | Karey Kirkpatrick                                                            | USA                                                  | 98 min  | Digital 3D                                   | |
| 2018 | Venom                                                                     | Ruben Fleischer                                                              | USA                                                  | 112 min | DNEG                                         | auch als IMAX 3D |
| 2018 | Peter Pan: The Quest for the Never Book                                   | Chandrasekaran                                                               | Frankreich, Indien, Deutschland                      | 90 min  | Digital 3D                                   | |
| 2018 | Der Nussknacker und die vier Reiche                                       | Lasse Hallström, Joe Johnston                                                | USA                                                  | 99 min  | DNEG und Gener8                              | |
| 2018 | Der Grinch                                                                | Scott Mosier, Yarrow Cheney                                                  | USA                                                  | 86 min  | Digital 3D                                   | |
| 2018 | They Shall Not Grow Old                                                   | Peter Jackson                                                                | Neuseeland                                           | 99 min  | Digital 3D                                   | |
| 2018 | Phantastische Tierwesen: Grindelwalds Verbrechen                          | David Yates                                                                  | USA                                                  | 134 min | Stereo D, Gener8 und DNEG                    | auch als IMAX 3D |
| 2018 | 2.0                                                                       | S. Shankar                                                                   | Indien                                               | 147 min |                                              | auch als IMAX 3D |
| 2018 | Mogli: Legende des Dschungels                                             | Andy Serkis                                                                  | USA                                                  | 104 min |                                              | auch als IMAX 3D |
| 2018 | Asterix und das Geheimnis des Zaubertranks                                | Alexandre Astier, Louis Clichy                                               | Frankreich, Belgien                                  | 85 min  | Digital 3D                                   | |
| 2018 | Mortal Engines: Krieg der Städte                                          | Christian Rivers                                                             | Neuseeland, USA                                      | 128 min | Stereo D                                     | auch als IMAX 3D |
| 2018 | Spider-Man: A New Universe                                                | Bob Persichetti, Peter Ramsey, Rodney Rothman                                | USA                                                  | 117 min | Digital 3D                                   | auch als IMAX 3D, Oscar als Bester Animationsfilm |
| 2018 | Aquaman                                                                   | James Wan                                                                    | USA                                                  | 143 min | DNEG und Gener8                              | auch als IMAX 3D |
| 2018 | Bumblebee                                                                 | Travis Knight                                                                | USA                                                  | 114 min | Stereo D                                     | auch als IMAX 3D |
| 2018 | Yun nan chong gu                                                          | Xing Fei                                                                     | China                                                | 110 min |                                              | auch als IMAX 3D |
| 2018 | Long Day’s Journey into Night                                             | Bi Gan                                                                       | China, Frankreich                                    | 138 min |                                              | |
| 2019 | Völlig von der Wolle: Schwein gehabt!                                     | Vladimir Nikolaev                                                            | Russland                                             | 85 min  | Digital 3D                                   | |
| 2019 | Die Winzlinge – Abenteuer in der Karibik                                  | Thomas Szabo, Hélène Giraud                                                  | Frankreich                                           | 92 min  | Digital 3D                                   | |
| 2019 | Die wandernde Erde                                                        | Fran Gwo                                                                     | China                                                | 125 min |                                              | auch als IMAX 3D |
| 2019 | The LEGO Movie 2                                                          | Mike Mitchell                                                                | USA                                                  | 107 min | Digital 3D                                   | auch als IMAX 3D |
| 2019 | Royal Corgi – Der Liebling der Queen                                      | Ben Stassen                                                                  | USA                                                  | 85 min  | Digital 3D                                   | |
| 2019 | Alita: Battle Angel                                                       | Robert Rodriguez                                                             | USA                                                  | 122 min | Fusion Camera System                         | auch als IMAX 3D |
| 2019 | Drachenzähmen leicht gemacht 3: Die geheime Welt                          | Dean DeBlois                                                                 | USA                                                  | 104 min | Digital 3D                                   | auch als IMAX 3D |
| 2019 | Manou – flieg’ flink!                                                     | Christian Haas, Andrea Block                                                 | Deutschland                                          | 90 min  | Digital 3D                                   | |
| 2019 | Captain Marvel                                                            | Ryan Fleck, Anna Boden                                                       | USA                                                  | 124 min | Stereo D und Legend3D                        | auch als IMAX 3D |
| 2019 | Willkommen im Wunder Park                                                 | Dylan Brown                                                                  | USA                                                  | 93 min  | Digital 3D                                   | |
| 2019 | Dumbo                                                                     | Tim Burton                                                                   | USA                                                  | 112 min | DNEG                                         | auch als IMAX 3D |
| 2019 | Shazam!                                                                   | David F. Sandberg                                                            | USA                                                  | 132 min | DNEG                                         | auch als IMAX 3D |
| 2019 | Mister Link – Ein fellig verrücktes Abenteuer                             | Chris Butler                                                                 | USA                                                  | 98 min  | Digital 3D                                   | |
| 2019 | Mission Panda – Ein tierisches Team                                       | Natalya Nilova, Vasiliy Rovenskiy                                            | Russland                                             | 84 min  | Digital 3D                                   | |
| 2019 | Avengers: Endgame                                                         | Anthony und Joe Russo                                                        | USA                                                  | 181 min | DNEG und Legend3D                            | auch als IMAX 3D |
| 2019 | Pokémon Meisterdetektiv Pikachu                                           | Rob Letterman                                                                | USA, Japan                                           | 104 min | Legend3D                                     | auch als IMAX 3D |
| 2019 | Aladdin                                                                   | Guy Ritchie                                                                  | USA                                                  | 128 min | DNEG                                         | auch als IMAX 3D |
| 2019 | Godzilla II: King of the Monsters                                         | Michael Dougherty                                                            | USA                                                  | 132 min | DNEG                                         | auch als IMAX 3D |
| 2019 | X-Men: Dark Phoenix                                                       | Simon Kinberg                                                                | USA                                                  | 114 min | Stereo D                                     | auch als IMAX 3D |
| 2019 | Pets 2                                                                    | Chris Renaud                                                                 | USA                                                  | 86 min  | Digital 3D                                   | |
| 2019 | Men in Black: International                                               | F. Gary Gray                                                                 | USA                                                  | 115 min | DNEG                                         | auch als IMAX 3D |
| 2019 | A Toy Story: Alles hört auf kein Kommando                                 | Josh Cooley                                                                  | USA                                                  | 100 min | Digital 3D                                   | auch als IMAX 3D |
| 2019 | Spider-Man: Far From Home                                                 | Jon Watts                                                                    | USA                                                  | 129 min | Stereo D und Legend3D                        | auch als IMAX 3D |
| 2019 | Pokémon: Mewtwo Strikes Back – Evolution                                  | Kunihiko Yuyama, Motonori Sakakibara                                         | Japan                                                | 98 min  | Digital 3D                                   | |
| 2019 | Der König der Löwen                                                       | Jon Favreau                                                                  | USA                                                  | 118 min | Cameron Pace 3D Systems                      | auch als IMAX 3D |
| 2019 | Deine Geschichte in Dragon Quest                                          | Takashi Yamazaki, Ryuichi Yagi, Makoto Hanafusa                              | Japan                                                | 103 min | Digital 3D                                   | |
| 2019 | Ne Zha                                                                    | Yu Yang                                                                      | China                                                | 110 min | Digital 3D                                   | |
| 2019 | Fast & Furious: Hobbs & Shaw                                              | David Leitch                                                                 | USA                                                  | 136 min | Stereo D                                     | auch als IMAX 3D |
| 2019 | Angry Birds 2 – Der Film                                                  | Thurop van Orman                                                             | USA                                                  | 97 min  | Digital 3D                                   | |
| 2019 | Playmobil – Der Film                                                      | Lino DiSalvo                                                                 | USA                                                  | 99 min  | Digital 3D                                   | |
| 2019 | BoBoiBoy Movie 2                                                          | Nizam Razak, Dzubir Mohamed Zakaria                                          | Malaysia                                             | 110 min |                                              | |
| 2019 | Kurukshetra                                                               | Naganna                                                                      | Indien                                               | 185 min |                                              | |
| 2019 | Iron Mask                                                                 | Oleg Steptschenko                                                            | Russland, China                                      | 124 min | STEREOTEC 3D                                 | |
| 2019 | Everest – Ein Yeti will hoch hinaus                                       | Jill Culton                                                                  | USA, China                                           | 97 min  | Digital 3D                                   | |
| 2019 | Mosley                                                                    | Kirby Atkins                                                                 | Neuseeland                                           | 96 min  |                                              | |
| 2019 | Gemini Man                                                                | Ang Lee                                                                      | USA                                                  | 117 min | ARRI/STEREOTEC 3D                            | |
| 2019 | Die Addams Family                                                         | Conrad Vernon, Greg Tiernan                                                  | USA, Kanada                                          | 87 min  | DNEG                                         | |
| 2019 | Maleficent: Mächte der Finsternis                                         | Joachim Rønning                                                              | USA                                                  | 119 min | DNEG                                         | auch als IMAX 3D |
| 2019 | Arctic Justice: Thunder Squad                                             | Aaron Woodley                                                                | UK, USA, Kanada                                      | 93 min  | Digital 3D                                   | |
| 2019 | Pets United                                                               | Reinhard Klooss                                                              | Deutschland, UK                                      | 89 min  | Digital 3D                                   | |
| 2019 | Die Eiskönigin II                                                         | Jennifer Lee, Chris Buck                                                     | USA                                                  | 103 min | Digital 3D                                   | auch als IMAX 3D |
| 2019 | StarDog and TurboCat                                                      | Ben Smith                                                                    | UK                                                   | 90 min  | Digital 3D                                   | |
| 2019 | Jumanji: The Next Level                                                   | Jake Kasdan                                                                  | USA                                                  | 123 min | DNEG                                         | auch als IMAX 3D |
| 2019 | Star Wars: Der Aufstieg Skywalkers                                        | J. J. Abrams                                                                 | USA                                                  | 142 min | Stereo D                                     | auch als IMAX 3D |
| 2019 | Spione Undercover – Eine wilde Verwandlung                                | Troy Quane, Nick Bruno                                                       | USA                                                  | 102 min | DNEG                                         | auch als IMAX 3D |